# Чемпионат мира по хоккею с шайбой 2021
Чемпиона́т ми́ра по хокке́ю с ша́йбой 2021 — 84-й по счёту чемпионат мира по хоккею, проходивший с 21 мая по 6 июня 2021 года в Латвии.
Изначально планировалось, что турнир будет организован совместно Беларусью и Латвией (как было объявлено на конгрессе Международной федерации хоккея с шайбой, который проходил в Кёльне во время проведения чемпионата мира 2017 года), но 18 января 2021 года ИИХФ приняла решение перенести чемпионат мира из Беларуси в другое место из-за «соображений безопасности, которые находятся вне контроля организации». В итоге ИИХФ объявила о проведении всех матчей чемпионата в Латвии на стадионе «Арена Рига» и в Олимпийском спортивном центре.
Чемпионом мира в 27-й раз стала сборная Канады, обыгравшая в финале сборную Финляндии в овертайме (3:2).

## Выбор места проведения
На право проведения чемпионата мира было подано две заявки: одна от Финляндии, другая — совместная заявка Беларуси и Латвии.
| Страна            | Страна            | Итоги |
| ----------------- | ----------------- | ----- |
| Беларусь / Латвия | Беларусь / Латвия | 55    |
| Финляндия         | Финляндия         | 52    |

Латвия уже принимала чемпионат мира в 2006 году, а Беларусь принимала турнир в 2014 году. Возможность проведения очередного чемпионата мира в Беларуси не раньше 2020 года предсказал председатель Белорусской федерации хоккея Евгений Ворсин ещё в 2014 году.
Несмотря на итоги голосования, было также решено, что Финляндия примет чемпионат в следующем году.

## Арены
| Латвия                         | Латвия | Латвия                                         |
| Рига                           | Рига   | Рига                                           |
| ------------------------------ | ------ | ---------------------------------------------- |
| Арена Рига Вместимость: 10 300 | Рига   | Олимпийский спортивный центр Вместимость: 6200 |
|                                | Рига   |                                                |

## Перенос матчей из Беларуси
7 сентября 2020 года, на фоне длившихся, к тому времени почти месяц, протестов в Беларуси Кабинет министров Латвии обратился в Международную федерацию хоккея с просьбой провести чемпионат мира с другой страной вместо Беларуси.
17 сентября 2020 года Европейский парламент принял резолюцию «Ситуация в Беларуси», в которой, в том числе, призвал не проводить часть чемпионата мира по хоккею с шайбой 2021 года в Беларуси.
18 сентября президент ИИХФ Рене Фазель заявил, что «обеспокоен тем, что происходит в Беларуси», и что «мы сталкиваемся с политическим давлением, которое ставит под серьезные сомнения проведение чемпионата мира по хоккею 2021 года в Минске».
3 ноября президент Федерации хоккея Финляндии Харри Нумеля заявил, что чемпионат мира будет очень сложно провести из-за Беларуси, что «ситуация в стране ухудшается». Солидарность с президентом FFH выразила член совета IIHF из Польши, комиссар Польской хоккейной лиги Марта Завадска. После этого появилась информация, что матчи из Беларуси могут быть перенесены в Россию или Финляндию.
17 ноября 2020 года депутат Европарламента от Швеции Карин Карлсборо начала сбор подписей за перенос чемпионата мира-2021 из Беларуси.
19 ноября 2020 года стало известно, что чемпионат может полностью пройти в Латвии, а позже ряд источников заявил о возможном переносе минской части игр в Москву.
В декабре 2020 года 47 членов Европарламента направили письмо президенту Международной федерации хоккея на льду Рене Фазелю, в котором напомнили ему о ценностях IIHF и потребовали отозвать чемпионат из Беларуси.
24 декабря депутаты Конгресса и депутаты Европарламента (всего 86 человек) написали открытое письмо в ИИХФ о лишении Минска прав на следующий чемпионат мира.
11 января 2021 года, на фоне продолжающихся протестов в Беларуси, президент Международной федерации хоккея Рене Фазель был раскритикован за встречу с Александром Лукашенко, во время которой прошло обсуждение чемпионата мира, а также за встречу с Дмитрием Басковым, президентом федерации хоккея Республики Беларусь, обвинённым в причастности к смерти в заключении Романа Бондаренко.
15 и 16 января 2021 года компании Škoda Holding и Nivea заявили об отказе спонсировать чемпионат в случае его проведения в Беларуси. 17 января к бойкоту спонсоров ЧМ присоединился бренд Liqui Moly, который также отказался поддерживать мировой форум, в случае его проведения в Минске.
18 января 2021 года члены Совета IIHF приняли окончательное решение о переносе чемпионата из Беларуси из-за невозможности обеспечить благополучие команд, зрителей и официальных лиц при проведении чемпионата мира в Республике Беларусь.
По словам президента ИИХФ, перенесённые матчи чемпионата могут принять Латвия, Словакия или Дания. Литва также заявила, что готова принять ЧМ вместе с Латвией, но Международная федерация хоккея отказалась рассматривать эту заявку. В итоге минские матчи были перенесены в Ригу.

## Скандал с заменой государственных флагов
В ответ на инцидент с посадкой Boeing 737 в Минске и задержание летевшего на нём белорусского оппозиционера Романа Протасевича 24 мая на одной из центральных площадей Риги у гостиницы, где вывешены флаги стран-участниц чемпионата мира по хоккею и среди прочих проживает белорусская хоккейная команда, министр иностранных дел Латвии Эдгар Ринкевич и председатель Рижской думы Мартиньш Стакис сменили официальный красно-зелёный флаг Беларуси на бело-красно-белый, мотивировав свои действия «знаком солидарности с белорусским народом». Позднее это решение поддержал президент Латвии Эгилс Левитс, подчеркнув при этом, что «Латвия не признаёт правящий режим соседнего государства».
Президент ИИХФ Рене Фазель в своём письме мэру Риги, заявив об аполитичности международной хоккейной организации, потребовал не допустить какого-либо нахождения рядом с флагами, не представляющими ФХРБ или Республику Беларусь, какой-либо символики ИИХФ. В ответ на претензию властями Риги было принято решение о снятии в указанных местах флагов ИИХФ и проходящего чемпионата мира, в котором используется символика международной федерации. В свою очередь ИИХФ заявила, что сохранит флаг Беларуси на всех объектах чемпионата мира.
Также первоначально среди флагов стран-участниц чемпионата мира, согласно рекомендации ИИХФ был установлен государственный флаг России, однако уже по ходу турнира он был заменён на флаг Олимпийского комитета России, под которым сборная России официально выступала на этом турнире. Государственная дума России и Посольство России в Латвии обвинили власти Латвии в провокации.

## Участники
Своё участие в чемпионате гарантировали сборная Беларуси и сборная Латвии на правах стран-хозяек, а также сборные, которые заняли два первых места на турнире первого дивизиона ЧМ-2019. Ещё 12 сборных квалифицировались на турнир по итогам ЧМ-2019. В связи с решением Спортивного арбитражного суда по делу «ВАДА против РУСАДА», сборная России выступала на турнире под названием и флагом Олимпийского комитета России.
| 13 из Европы | Беларусь ^  | Великобритания ∗ | Германия ∗ | Дания ∗     |  |
| 13 из Европы | Италия ∗    | Латвия ∗ +       | Норвегия ∗ | ОКР ∗       |  |
| 13 из Европы | Словакия ∗  | Финляндия ∗      | Чехия ∗    | Швейцария ∗ |  |
| 13 из Европы | Швеция ∗    |                  |            |             |  |
| 2 из Северной Америки | Канада ∗    | США ∗            |            |             |  |
| 1 из Азии | Казахстан ^ |                  |            |             |  |
| Примечание: * - 14 команд квалифицировались в высший дивизион по итогам ЧМ-2019 ^ - 2 команды перешли в высший дивизион по итогам первого дивизиона ЧМ-2019 + - страна-хозяйка |             |                  |            |             |  |

## Судьи
ИИХФ выбрала 18 главных и 18 линейных судей в качестве официальных судей на чемпионате мира по хоккею в 2021 году. Ими стали:
| - Кристиан Викман - Ласси Хейккинен - Михаэль Черриг - Оливье Гуэн - Мартин Франё - Антонин Ержабек - Робин Шир - Андре Шрадер - Андрис Ансонс | - Роман Гофман - Евгений Ромасько - Максим Сидоренко - Тобиас Бьорк - Микаэль Норд - Мадс Франдсен - Эндрю Брюггеман - Кристоф Стернат - Петер Станё |

| - Дмитрий Голяк - Дастин Маккранк - Элиас Зевальд - Даниэль Гынек - Иржи Ондрачек - Андреас Вайсе Кройер - Ханну Сормунен - Лаури Никулайнен - Дэвис Зунде | - Йонас Мертен - Глеб Лазарев - Никита Шалагин - Дэвид Обвегезер - Людвиг Лундгрен - Эмиль Элетинен - Брайан Оливер - Николас Константину - Шимон Сынек |

## Предварительный раунд
|  | Команды, выходящие в четвертьфинал |

### Группа A (Олимпийский центр)
| М | Сборная        | И | В | ВО | ПО | П | ШЗ | ШП | РШ  | О  |
| - | -------------- | - | - | -- | -- | - | -- | -- | --- | -- |
| 1 | ОКР            | 7 | 5 | 1  | 0  | 1 | 28 | 10 | +18 | 17 |
| 2 | Швейцария      | 7 | 5 | 0  | 0  | 2 | 27 | 17 | +10 | 15 |
| 3 | Чехия          | 7 | 3 | 2  | 0  | 2 | 27 | 18 | +9  | 13 |
| 4 | Словакия       | 7 | 4 | 0  | 0  | 3 | 17 | 22 | -5  | 12 |
| 5 | Швеция         | 7 | 3 | 0  | 1  | 3 | 21 | 14 | +7  | 10 |
| 6 | Дания          | 7 | 2 | 1  | 1  | 3 | 13 | 15 | -2  | 9  |
| 7 | Великобритания | 7 | 1 | 0  | 1  | 5 | 13 | 31 | -18 | 4  |
| 8 | Беларусь       | 7 | 1 | 0  | 1  | 5 | 10 | 29 | -19 | 4  |

Начало матчей указано по восточноевропейскому летнему времени (UTC+3:00)

#### Результаты
| 21 мая 2021 16:15 | ОКР | 4 : 3 (1:1, 1:1, 2:1) | Чехия | Олимпийский спортивный центр, Рига |

| Отчёт | Отчёт                           | Отчёт | Отчёт                      | Отчёт                                                                                 |
| --- | ------------------------------- | --- | -------------------------- | ------------------------------------------------------------------------------------- |
| |                                 | |                            |                                                                                       |
| | Александр Самонов — 00:00-60:00 | Вратари | 00:00-59:49 — Шимон Грубец | Судьи: Тобиас Бьорк Микаэль Норд Линейные судьи: Андреас Вайсе Кройер Людвиг Лундгрен |
| | Голы:                           | |                            | Судьи: Тобиас Бьорк Микаэль Норд Линейные судьи: Андреас Вайсе Кройер Людвиг Лундгрен |
| Антон Бурдасов (бол.) — 04:16 (М. Григоренко, И. Морозов) Артём Швец-Роговой (мен.) — 36:00 (В. Каменев) Александр Барабанов — 45:28 (Д. Воронков) Михаил Григоренко — 59:41 (И. Проворов) | 1:0 1:1 2:1 2:2 3:2 3:3 4:3     | 09:26 — Якуб Флек (М. Шпачек) 37:53 — Якуб Врана (Д. Кубалик, Л. Гайек) 57:23 — Доминик Кубалик (бол.) (Ф. Гронек, Я. Коварж) |                            | Судьи: Тобиас Бьорк Микаэль Норд Линейные судьи: Андреас Вайсе Кройер Людвиг Лундгрен |
| |                                 | |                            | Судьи: Тобиас Бьорк Микаэль Норд Линейные судьи: Андреас Вайсе Кройер Людвиг Лундгрен |
| |                                 | |                            | Судьи: Тобиас Бьорк Микаэль Норд Линейные судьи: Андреас Вайсе Кройер Людвиг Лундгрен |
| |                                 | |                            | Судьи: Тобиас Бьорк Микаэль Норд Линейные судьи: Андреас Вайсе Кройер Людвиг Лундгрен |
| 4 мин | Штраф                           | 6 мин |                            | Судьи: Тобиас Бьорк Микаэль Норд Линейные судьи: Андреас Вайсе Кройер Людвиг Лундгрен |
| |                                 | |                            |                                                                                       |
| | 28                              | Броски | 25                         |                                                                                       |

| 21 мая 2021 20:15 | Беларусь | 2 : 5 (0:3, 0:0, 2:2) | Словакия | Олимпийский спортивный центр, Рига |

| Отчёт                                                                  | Отчёт                                                                                 | Отчёт | Отчёт                          | Отчёт                                                                           |
| ---------------------------------------------------------------------- | ------------------------------------------------------------------------------------- | --- | ------------------------------ | ------------------------------------------------------------------------------- |
|                                                                        |                                                                                       | |                                |                                                                                 |
|                                                                        | Константин Шостак — 00:00-11:02 Дэнни Тэйлор — 11:02-58:37 Дэнни Тэйлор — 59:15-60:00 | Вратари | 00:00-60:00 — Бранислав Конрад | Судьи: Андрис Ансонс Ласси Хейккинен Линейные судьи: Ханну Сормунен Дэвис Зунде |
|                                                                        | Голы:                                                                                 | |                                | Судьи: Андрис Ансонс Ласси Хейккинен Линейные судьи: Ханну Сормунен Дэвис Зунде |
| Михаил Стефанович (бол.) — 53:25 (С. Костицын) Егор Шарангович — 54:22 | 0:1 0:2 0:3 0:4 1:4 2:4 2:5                                                           | 03:53 — Кристиан Поспишил (Ш. Немец) 09:17 — Петер Цегларик (бол.) (М. Гернат, М. Студенич) 11:02 — Кристиан Поспишил (бол.) (М. Росандич, М. Криштоф) 45:05 — Марек Гривик (Р. Лантоши, П. Цегларик) 59:15 — Петер Цегларик (п.в.) (М. Грман) |                                | Судьи: Андрис Ансонс Ласси Хейккинен Линейные судьи: Ханну Сормунен Дэвис Зунде |
|                                                                        |                                                                                       | |                                | Судьи: Андрис Ансонс Ласси Хейккинен Линейные судьи: Ханну Сормунен Дэвис Зунде |
|                                                                        |                                                                                       | |                                | Судьи: Андрис Ансонс Ласси Хейккинен Линейные судьи: Ханну Сормунен Дэвис Зунде |
|                                                                        |                                                                                       | |                                | Судьи: Андрис Ансонс Ласси Хейккинен Линейные судьи: Ханну Сормунен Дэвис Зунде |
| 35 мин                                                                 | Штраф                                                                                 | 12 мин |                                | Судьи: Андрис Ансонс Ласси Хейккинен Линейные судьи: Ханну Сормунен Дэвис Зунде |
|                                                                        |                                                                                       | |                                |                                                                                 |
|                                                                        | 34                                                                                    | Броски | 35                             |                                                                                 |

| 22 мая 2021 12:15 | Дания | 4 : 3 (0:0, 3:2, 1:1) | Швеция | Олимпийский спортивный центр, Рига |

| Отчёт | Отчёт                       | Отчёт                                                                                                | Отчёт                     | Отчёт                                                                             |
| --- | --------------------------- | --- | ------------------------- | --------------------------------------------------------------------------------- |
| |                             | |                           |                                                                                   |
| | Себастьян Дам — 00:00-60:00 | Вратари                                                                                              | 00:00-58:00 — Виктор Фаст | Судьи: Роман Гофман Максим Сидоренко Линейные судьи: Дмитрий Голяк Никита Шалагин |
| | Голы:                       | |                           | Судьи: Роман Гофман Максим Сидоренко Линейные судьи: Дмитрий Голяк Никита Шалагин |
| Никлас Йенсен — 30:40 (Ю. Якобсен, Н. Йенсен) Никлас Йенсен — 37:33 (М. Бёдкер) Эмиль Кристенсен — 38:09 (Н. Йенсен, М. Лауридсен) Никлас Йенсен (бол.) — 48:22 (М. Лауридсен, М. Бёдкер) | 0:1 :1 1:2 :2 3:2 4:2 4:3   | 22:06 — Карл Клингберг 35:09 — Хенрик Тёммернес (К. Клингберг) 50:56 — Карл Клингберг (Н. Лундквист) |                           | Судьи: Роман Гофман Максим Сидоренко Линейные судьи: Дмитрий Голяк Никита Шалагин |
| |                             | |                           | Судьи: Роман Гофман Максим Сидоренко Линейные судьи: Дмитрий Голяк Никита Шалагин |
| |                             | |                           | Судьи: Роман Гофман Максим Сидоренко Линейные судьи: Дмитрий Голяк Никита Шалагин |
| |                             | |                           | Судьи: Роман Гофман Максим Сидоренко Линейные судьи: Дмитрий Голяк Никита Шалагин |
| 2 мин | Штраф                       | 8 мин                                                                                                |                           | Судьи: Роман Гофман Максим Сидоренко Линейные судьи: Дмитрий Голяк Никита Шалагин |
| |                             | |                           |                                                                                   |
| | 22                          | Броски                                                                                               | 23                        |                                                                                   |

| 22 мая 2021 16:15 | Великобритания | 1 : 7 (1:4, 0:1, 0:2) | ОКР | Олимпийский спортивный центр, Рига |

| Отчёт                                           | Отчёт                           | Отчёт | Отчёт                      | Отчёт                                                                            |
| ----------------------------------------------- | ------------------------------- | --- | -------------------------- | -------------------------------------------------------------------------------- |
|                                                 |                                 | |                            |                                                                                  |
|                                                 | Джексон Уистл — 00:00-60:00     | Вратари | 00:00-60:00 — Иван Бочаров | Судьи: Кристоф Стернат Михаэль Черриг Линейные судьи: Йонас Мертен Элиас Зевальд |
|                                                 | Голы:                           | |                            | Судьи: Кристоф Стернат Михаэль Черриг Линейные судьи: Йонас Мертен Элиас Зевальд |
| Лиам Кирк (бол.) — 18:46 (Р. Дауд, Б. Коннолли) | 0:1 0:2 0:3 0:4 1:4 1:5 1:6 1:7 | 05:53 — Антон Бурдасов (бол.) (М. Григоренко, И. Ожиганов) 07:19 — Михаил Григоренко (мен.) (Д. Воронков) 09:21 — Антон Бурдасов (А. Кузьменко, В. Гавриков) 10:51 — Сергей Толчинский (А. Барабанов) 30:08 — Павел Карнаухов (Н. Задоров, А. Зуб) 49:59 — Андрей Кузьменко (бол.) (А. Бурдасов, И. Ожиганов) 53:05 — Антон Слепышев (П. Карнаухов) |                            | Судьи: Кристоф Стернат Михаэль Черриг Линейные судьи: Йонас Мертен Элиас Зевальд |
|                                                 |                                 | |                            | Судьи: Кристоф Стернат Михаэль Черриг Линейные судьи: Йонас Мертен Элиас Зевальд |
|                                                 |                                 | |                            | Судьи: Кристоф Стернат Михаэль Черриг Линейные судьи: Йонас Мертен Элиас Зевальд |
|                                                 |                                 | |                            | Судьи: Кристоф Стернат Михаэль Черриг Линейные судьи: Йонас Мертен Элиас Зевальд |
| 12 мин                                          | Штраф                           | 8 мин |                            | Судьи: Кристоф Стернат Михаэль Черриг Линейные судьи: Йонас Мертен Элиас Зевальд |
|                                                 |                                 | |                            |                                                                                  |
|                                                 | 11                              | Броски | 42                         |                                                                                  |

| 22 мая 2021 20:15 | Чехия | 2 : 5 (1:1, 0:2, 1:2) | Швейцария | Олимпийский спортивный центр, Рига |

| Отчёт                                                                                          | Отчёт                                                                        | Отчёт | Отчёт                          | Отчёт                                                                                |
| ---------------------------------------------------------------------------------------------- | ---------------------------------------------------------------------------- | --- | ------------------------------ | ------------------------------------------------------------------------------------ |
|                                                                                                |                                                                              | |                                |                                                                                      |
|                                                                                                | Шимон Грубец — 00:00-40:00 Роман Вилл — 40:00-55:28 Роман Вилл — 55:38-60:00 | Вратари | 00:00-60:00 — Леонардо Дженони | Судьи: Андрис Ансонс Кристиан Викман Линейные судьи: Лаури Никулайнен Ханну Сормунен |
|                                                                                                | Голы:                                                                        | |                                | Судьи: Андрис Ансонс Кристиан Викман Линейные судьи: Лаури Никулайнен Ханну Сормунен |
| Филип Хытил (бол.) — 14:46 (Я. Коварж, Я. Врана) Иржи Смейкал — 54:59 (Ф. Хытил, Д. Скленичка) | 1:0 1:1 1:2 1:3 1:4 2:4 2:5                                                  | 17:09 — Грегори Хофман (бол.) (А. Амбюль, Д. Симьон) 24:12 — Тимо Майер (бол.) (Н. Хишир) 38:19 — Тристан Шерве (В. Праплан, К. Берчи) 50:27 — Тимо Майер (бол.) (Э. Корви, Ф. Курашев) 57:08 — Грегори Хофман (бол.) (Д. Симьон, А. Амбюль) |                                | Судьи: Андрис Ансонс Кристиан Викман Линейные судьи: Лаури Никулайнен Ханну Сормунен |
|                                                                                                |                                                                              | |                                | Судьи: Андрис Ансонс Кристиан Викман Линейные судьи: Лаури Никулайнен Ханну Сормунен |
|                                                                                                |                                                                              | |                                | Судьи: Андрис Ансонс Кристиан Викман Линейные судьи: Лаури Никулайнен Ханну Сормунен |
|                                                                                                |                                                                              | |                                | Судьи: Андрис Ансонс Кристиан Викман Линейные судьи: Лаури Никулайнен Ханну Сормунен |
| 14 мин                                                                                         | Штраф                                                                        | 6 мин |                                | Судьи: Андрис Ансонс Кристиан Викман Линейные судьи: Лаури Никулайнен Ханну Сормунен |
|                                                                                                |                                                                              | |                                |                                                                                      |
|                                                                                                | 26                                                                           | Броски | 28                             |                                                                                      |

| 23 мая 2021 12:15 | Великобритания | 1 : 2 (0:1, 1:1, 0:0) | Словакия | Олимпийский спортивный центр, Рига |

| Отчёт                                        | Отчёт                   | Отчёт                                                                  | Отчёт                                                      | Отчёт                                                                             |
| -------------------------------------------- | ----------------------- | ---------------------------------------------------------------------- | ---------------------------------------------------------- | --------------------------------------------------------------------------------- |
|                                              |                         |                                                                        |                                                            |                                                                                   |
|                                              | Бен Боунс — 00:00-58:32 | Вратари                                                                | 00:00-20:00 — Бранислав Конрад 20:00-60:00 — Юлиус Гудачек | Судьи: Мартин Франё Оливье Гуэн Линейные судьи: Николас Константину Брайан Оливер |
|                                              | Голы:                   |                                                                        |                                                            | Судьи: Мартин Франё Оливье Гуэн Линейные судьи: Николас Константину Брайан Оливер |
| Лиам Кирк — 22:03 (Б. Перлини, М. Ричардсон) | 0:1 :1 1:2              | 00:25 — Марек Гривик (Р. Лантоши) 24:42 — Роберт Лантоши (П. Цегларик) |                                                            | Судьи: Мартин Франё Оливье Гуэн Линейные судьи: Николас Константину Брайан Оливер |
|                                              |                         |                                                                        |                                                            | Судьи: Мартин Франё Оливье Гуэн Линейные судьи: Николас Константину Брайан Оливер |
|                                              |                         |                                                                        |                                                            | Судьи: Мартин Франё Оливье Гуэн Линейные судьи: Николас Константину Брайан Оливер |
|                                              |                         |                                                                        |                                                            | Судьи: Мартин Франё Оливье Гуэн Линейные судьи: Николас Константину Брайан Оливер |
| 4 мин                                        | Штраф                   | 4 мин                                                                  |                                                            | Судьи: Мартин Франё Оливье Гуэн Линейные судьи: Николас Константину Брайан Оливер |
|                                              |                         |                                                                        |                                                            |                                                                                   |
|                                              | 14                      | Броски                                                                 | 43                                                         |                                                                                   |

| 23 мая 2021 16:15 | Швеция | 0 : 1 (0:0, 0:0, 0:1) | Беларусь | Олимпийский спортивный центр, Рига |

| Отчёт | Отчёт                        | Отчёт                                               | Отчёт                      | Отчёт                                                                               |
| ----- | ---------------------------- | --------------------------------------------------- | -------------------------- | ----------------------------------------------------------------------------------- |
|       |                              |                                                     |                            |                                                                                     |
|       | Адам Рейдеборн — 00:00-57:34 | Вратари                                             | 00:00-60:00 — Дэнни Тэйлор | Судьи: Ласси Хейккинен Кристиан Викман Линейные судьи: Лаури Никулайнен Дэвис Зунде |
|       | Голы:                        |                                                     |                            | Судьи: Ласси Хейккинен Кристиан Викман Линейные судьи: Лаури Никулайнен Дэвис Зунде |
|       | 0:1                          | 40:33 — Герман Нестеров (М. Стефанович, С. Лопачук) |                            | Судьи: Ласси Хейккинен Кристиан Викман Линейные судьи: Лаури Никулайнен Дэвис Зунде |
|       |                              |                                                     |                            | Судьи: Ласси Хейккинен Кристиан Викман Линейные судьи: Лаури Никулайнен Дэвис Зунде |
|       |                              |                                                     |                            | Судьи: Ласси Хейккинен Кристиан Викман Линейные судьи: Лаури Никулайнен Дэвис Зунде |
|       |                              |                                                     |                            | Судьи: Ласси Хейккинен Кристиан Викман Линейные судьи: Лаури Никулайнен Дэвис Зунде |
| 4 мин | Штраф                        | 8 мин                                               |                            | Судьи: Ласси Хейккинен Кристиан Викман Линейные судьи: Лаури Никулайнен Дэвис Зунде |
|       |                              |                                                     |                            |                                                                                     |
|       | 32                           | Броски                                              | 22                         |                                                                                     |

| 23 мая 2021 20:15 | Дания | 0 : 1 (0:1, 0:0, 0:0) | Швейцария | Олимпийский спортивный центр, Рига |

| Отчёт | Отчёт                       | Отчёт                                    | Отчёт                    | Отчёт                                                                  |
| ----- | --------------------------- | ---------------------------------------- | ------------------------ | ---------------------------------------------------------------------- |
|       |                             |                                          |                          |                                                                        |
|       | Себастьян Дам — 00:00-58:39 | Вратари                                  | 00:00-60:00 — Рето Берра | Судьи: Робин Шир Петер Станё Линейные судьи: Иржи Ондрачек Шимон Сынек |
|       | Голы:                       |                                          |                          | Судьи: Робин Шир Петер Станё Линейные судьи: Иржи Ондрачек Шимон Сынек |
|       | 0:1                         | 13:12 — Тимо Майер (Н. Хишир, М. Мюллер) |                          | Судьи: Робин Шир Петер Станё Линейные судьи: Иржи Ондрачек Шимон Сынек |
|       |                             |                                          |                          | Судьи: Робин Шир Петер Станё Линейные судьи: Иржи Ондрачек Шимон Сынек |
|       |                             |                                          |                          | Судьи: Робин Шир Петер Станё Линейные судьи: Иржи Ондрачек Шимон Сынек |
|       |                             |                                          |                          | Судьи: Робин Шир Петер Станё Линейные судьи: Иржи Ондрачек Шимон Сынек |
| 2 мин | Штраф                       | 4 мин                                    |                          | Судьи: Робин Шир Петер Станё Линейные судьи: Иржи Ондрачек Шимон Сынек |
|       |                             |                                          |                          |                                                                        |
|       | 4                           | Броски                                   | 30                       |                                                                        |

| 24 мая 2021 16:15 | Словакия | 3 : 1 (0:0, 1:1, 2:0) | ОКР | Олимпийский спортивный центр, Рига |

| Отчёт | Отчёт                       | Отчёт                                                           | Отчёт                                                           | Отчёт                                                                                |
| --- | --------------------------- | --------------------------------------------------------------- | --------------------------------------------------------------- | ------------------------------------------------------------------------------------ |
| |                             |                                                                 |                                                                 |                                                                                      |
| | Юлиус Гудачек — 00:00-60:00 | Вратари                                                         | 00:00-58:38 — Александр Самонов 58:59-60:00 — Александр Самонов | Судьи: Андрис Ансонс Кристиан Викман Линейные судьи: Лаури Никулайнен Ханну Сормунен |
| | Голы:                       |                                                                 |                                                                 | Судьи: Андрис Ансонс Кристиан Викман Линейные судьи: Лаури Никулайнен Ханну Сормунен |
| Милош Келемен — 30:00 (М. Роман) Мартин Гернат (бол.) — 53:19 (М. Гривик, П. Цегларик) Марек Дялога (п.в.) — 58:59 (П. Цегларик, М. Гривик) | 1:0 1:1 2:1 3:1             | 31:06 — Александр Барабанов (бол.) (С. Толчинский, А. Слепышев) |                                                                 | Судьи: Андрис Ансонс Кристиан Викман Линейные судьи: Лаури Никулайнен Ханну Сормунен |
| |                             |                                                                 |                                                                 | Судьи: Андрис Ансонс Кристиан Викман Линейные судьи: Лаури Никулайнен Ханну Сормунен |
| |                             |                                                                 |                                                                 | Судьи: Андрис Ансонс Кристиан Викман Линейные судьи: Лаури Никулайнен Ханну Сормунен |
| |                             |                                                                 |                                                                 | Судьи: Андрис Ансонс Кристиан Викман Линейные судьи: Лаури Никулайнен Ханну Сормунен |
| 4 мин | Штраф                       | 4 мин                                                           |                                                                 | Судьи: Андрис Ансонс Кристиан Викман Линейные судьи: Лаури Никулайнен Ханну Сормунен |
| |                             |                                                                 |                                                                 |                                                                                      |
| | 28                          | Броски                                                          | 28                                                              |                                                                                      |

| 24 мая 2021 20:15 | Чехия | 3 : 2 (ОТ) (0:0, 2:1, 0:1, 1:0) | Беларусь | Олимпийский спортивный центр, Рига |

| Отчёт | Отчёт                      | Отчёт                                                                                      | Отчёт                         | Отчёт                                                                            |
| --- | -------------------------- | ------------------------------------------------------------------------------------------ | ----------------------------- | -------------------------------------------------------------------------------- |
| |                            |                                                                                            |                               |                                                                                  |
| | Шимон Грубец — 00:00-61:23 | Вратари                                                                                    | 00:00-61:23 — Алексей Колосов | Судьи: Тобиас Бьорк Мадс Франдсен Линейные судьи: Людвиг Лундгрен Эмиль Элетинен |
| | Голы:                      |                                                                                            |                               | Судьи: Тобиас Бьорк Мадс Франдсен Линейные судьи: Людвиг Лундгрен Эмиль Элетинен |
| Ян Коварж — 29:44 (Ф. Гронек, М. Моравчик) Филип Задина (бол.) — 33:03 (Ф. Гронек) Доминик Кубалик — 61:23 (Р. Ганзл, Ш. Грубец) | 0:1 :1 2:1 2:2 3:2         | 25:52 — Егор Шарангович (С. Костицын) 51:30 — Владислав Ерёменко (С. Лопачук, И. Шинкевич) |                               | Судьи: Тобиас Бьорк Мадс Франдсен Линейные судьи: Людвиг Лундгрен Эмиль Элетинен |
| |                            |                                                                                            |                               | Судьи: Тобиас Бьорк Мадс Франдсен Линейные судьи: Людвиг Лундгрен Эмиль Элетинен |
| |                            |                                                                                            |                               | Судьи: Тобиас Бьорк Мадс Франдсен Линейные судьи: Людвиг Лундгрен Эмиль Элетинен |
| |                            |                                                                                            |                               | Судьи: Тобиас Бьорк Мадс Франдсен Линейные судьи: Людвиг Лундгрен Эмиль Элетинен |
| 4 мин | Штраф                      | 4 мин                                                                                      |                               | Судьи: Тобиас Бьорк Мадс Франдсен Линейные судьи: Людвиг Лундгрен Эмиль Элетинен |
| |                            |                                                                                            |                               |                                                                                  |
| | 38                         | Броски                                                                                     | 23                            |                                                                                  |

| 25 мая 2021 16:15 | Великобритания | 2 : 3 (ОТ) (1:2, 0:0, 1:0, 0:1) | Дания | Олимпийский спортивный центр, Рига |

| Отчёт                                                                     | Отчёт                   | Отчёт | Отчёт                       | Отчёт                                                                              |
| ------------------------------------------------------------------------- | ----------------------- | --- | --------------------------- | ---------------------------------------------------------------------------------- |
|                                                                           |                         | |                             |                                                                                    |
|                                                                           | Бен Боунс — 00:00-64:35 | Вратари | 00:00-64:35 — Себастьян Дам | Судьи: Кристоф Стернат Михаэль Черриг Линейные судьи: Йонас Мертен Дэвид Обвегезер |
|                                                                           | Голы:                   | |                             | Судьи: Кристоф Стернат Михаэль Черриг Линейные судьи: Йонас Мертен Дэвид Обвегезер |
| Бен О'Коннор — 02:33 (Д. Филлипс, Р. Дауд) Майк Хэммонд — 56:18 (Б. Лэйк) | 1:0 1:1 1:2 :2 2:3      | 10:19 — Юлиан Якобсен (Н. Йенсен, М. Бёдкер) 13:44 — Никлас Йенсен (бол.) (М. Лауридсен, М. Бёдкер) 64:35 — Маркус Лауридсен (бол.) (Н. Йенсен) |                             | Судьи: Кристоф Стернат Михаэль Черриг Линейные судьи: Йонас Мертен Дэвид Обвегезер |
|                                                                           |                         | |                             | Судьи: Кристоф Стернат Михаэль Черриг Линейные судьи: Йонас Мертен Дэвид Обвегезер |
|                                                                           |                         | |                             | Судьи: Кристоф Стернат Михаэль Черриг Линейные судьи: Йонас Мертен Дэвид Обвегезер |
|                                                                           |                         | |                             | Судьи: Кристоф Стернат Михаэль Черриг Линейные судьи: Йонас Мертен Дэвид Обвегезер |
| 12 мин                                                                    | Штраф                   | 8 мин |                             | Судьи: Кристоф Стернат Михаэль Черриг Линейные судьи: Йонас Мертен Дэвид Обвегезер |
|                                                                           |                         | |                             |                                                                                    |
|                                                                           | 23                      | Броски | 32                          |                                                                                    |

| 25 мая 2021 20:15 | Швейцария | 0 : 7 (0:2, 0:2, 0:3) | Швеция | Олимпийский спортивный центр, Рига |

| Отчёт  | Отчёт                                                         | Отчёт | Отчёт                        | Отчёт                                                                             |
| ------ | ------------------------------------------------------------- | --- | ---------------------------- | --------------------------------------------------------------------------------- |
|        |                                                               | |                              |                                                                                   |
|        | Леонардо Дженони — 00:00-30:24 Мельвин Ниффелер — 30:24-60:00 | Вратари | 00:00-60:00 — Адам Рейдеборн | Судьи: Роман Гофман Максим Сидоренко Линейные судьи: Дмитрий Голяк Никита Шалагин |
|        | Голы:                                                         | |                              | Судьи: Роман Гофман Максим Сидоренко Линейные судьи: Дмитрий Голяк Никита Шалагин |
|        | 0:1 0:2 0:3 0:4 0:5 0:6 0:7                                   | 08:35 — Йеспер Фрёден (Л. Пилут, М. Нюгрен) 10:00 — Адриан Кемпе (Х. Тёммернес, Н. Лундквист) 22:33 — Виктор Улофссон (бол.) (Н. Лундквист) 30:24 — Йеспер Фрёден (А. Вингерли, К. Дальбек) 41:18 — Магнус Нюгрен (Р. Ракель, А. Кемпе) 47:14 — Нильс Лундквист (А. Кемпе, Х. Тёммернес) 50:46 — Хенрик Тёммернес (Й. Фрёден, Н. Лундквист) |                              | Судьи: Роман Гофман Максим Сидоренко Линейные судьи: Дмитрий Голяк Никита Шалагин |
|        |                                                               | |                              | Судьи: Роман Гофман Максим Сидоренко Линейные судьи: Дмитрий Голяк Никита Шалагин |
|        |                                                               | |                              | Судьи: Роман Гофман Максим Сидоренко Линейные судьи: Дмитрий Голяк Никита Шалагин |
|        |                                                               | |                              | Судьи: Роман Гофман Максим Сидоренко Линейные судьи: Дмитрий Голяк Никита Шалагин |
| 14 мин | Штраф                                                         | 10 мин |                              | Судьи: Роман Гофман Максим Сидоренко Линейные судьи: Дмитрий Голяк Никита Шалагин |
|        |                                                               | |                              |                                                                                   |
|        | 28                                                            | Броски | 27                           |                                                                                   |

| 26 мая 2021 16:15 | ОКР | 3 : 0 (0:0, 1:0, 2:0) | Дания | Олимпийский спортивный центр, Рига |

| Отчёт | Отчёт                           | Отчёт   | Отчёт                       | Отчёт                                                                           |
| --- | ------------------------------- | ------- | --------------------------- | ------------------------------------------------------------------------------- |
| |                                 |         |                             |                                                                                 |
| | Александр Самонов — 00:00-60:00 | Вратари | 00:00-60:00 — Себастьян Дам | Судьи: Тобиас Бьёрк Микаэль Норд Линейные судьи: Людвиг Лундгрен Эмиль Элетинен |
| | Голы:                           |         |                             | Судьи: Тобиас Бьёрк Микаэль Норд Линейные судьи: Людвиг Лундгрен Эмиль Элетинен |
| Иван Морозов (бол.) – 39:18 (Д. Воронков, А. Бурдасов) Александр Барабанов – 49:41 Дмитрий Воронков – 56:35 (И. Морозов) | 1:0 2:0 3:0                     |         |                             | Судьи: Тобиас Бьёрк Микаэль Норд Линейные судьи: Людвиг Лундгрен Эмиль Элетинен |
| |                                 |         |                             | Судьи: Тобиас Бьёрк Микаэль Норд Линейные судьи: Людвиг Лундгрен Эмиль Элетинен |
| |                                 |         |                             | Судьи: Тобиас Бьёрк Микаэль Норд Линейные судьи: Людвиг Лундгрен Эмиль Элетинен |
| |                                 |         |                             | Судьи: Тобиас Бьёрк Микаэль Норд Линейные судьи: Людвиг Лундгрен Эмиль Элетинен |
| 4 мин | Штраф                           | 8 мин   |                             | Судьи: Тобиас Бьёрк Микаэль Норд Линейные судьи: Людвиг Лундгрен Эмиль Элетинен |
| |                                 |         |                             |                                                                                 |
| | 31                              | Броски  | 18                          |                                                                                 |

| 26 мая 2021 20:15 | Беларусь | 3 : 4 (0:1, 1:2, 2:1) | Великобритания | Олимпийский спортивный центр, Рига |

| Отчёт | Отчёт                      | Отчёт | Отчёт                   | Отчёт                                                                  |
| --- | -------------------------- | --- | ----------------------- | ---------------------------------------------------------------------- |
| |                            | |                         |                                                                        |
| | Дэнни Тэйлор — 00:00-59:04 | Вратари | 00:00-60:00 — Бен Боунс | Судьи: Робин Шир Петер Станё Линейные судьи: Иржи Ондрачек Шимон Сынек |
| | Голы:                      | |                         | Судьи: Робин Шир Петер Станё Линейные судьи: Иржи Ондрачек Шимон Сынек |
| Владислав Кодола – 29:15 (Н. Бэйлен, Ш. Принс) Джефф Платт – 51:19 (Ф. Паре, В. Кодола) Шейн Принс – 57:43 (Е. Шарангович, А. Протас) | 0:1 :1 1:2 1:3 1:4 2:4 3:4 | 13:38 — Лиам Кирк 37:06 — Бен Дэвис (М. Майерс) 38:35 — Лиам Кирк (Б. О’Коннор, Р. Дауд) 48:41 — Майк Хаммонд (М. Ричардсон) |                         | Судьи: Робин Шир Петер Станё Линейные судьи: Иржи Ондрачек Шимон Сынек |
| |                            | |                         | Судьи: Робин Шир Петер Станё Линейные судьи: Иржи Ондрачек Шимон Сынек |
| |                            | |                         | Судьи: Робин Шир Петер Станё Линейные судьи: Иржи Ондрачек Шимон Сынек |
| |                            | |                         | Судьи: Робин Шир Петер Станё Линейные судьи: Иржи Ондрачек Шимон Сынек |
| 6 мин | Штраф                      | 4 мин |                         | Судьи: Робин Шир Петер Станё Линейные судьи: Иржи Ондрачек Шимон Сынек |
| |                            | |                         |                                                                        |
| | 36                         | Броски | 26                      |                                                                        |

| 27 мая 2021 16:15 | Швейцария | 8 : 1 (1:0, 3:0, 4:1) | Словакия | Олимпийский спортивный центр, Рига |

| Отчёт | Отчёт                                             | Отчёт                               | Отчёт                       | Отчёт                                                                             |
| --- | ------------------------------------------------- | ----------------------------------- | --------------------------- | --------------------------------------------------------------------------------- |
| |                                                   |                                     |                             |                                                                                   |
| | Рето Берра — 00:00-39:57 Рето Берра — 40:00-60:00 | Вратари                             | 00:00-60:00 — Юлиус Гудачек | Судьи: Мартин Франё Оливье Гуэн Линейные судьи: Николас Константину Брайан Оливер |
| | Голы:                                             |                                     |                             | Судьи: Мартин Франё Оливье Гуэн Линейные судьи: Николас Константину Брайан Оливер |
| Рафаэль Диас (бол.) – 09:47 (Г. Хофман, С. Андригетто) Свен Андригетто – 20:25 (Р. Диас, Г. Хофман) Ромен Лёффель – 25:17 (Т. Шерве, К. Берчи) Грегори Хофман – 36:11 (Э. Корви, Р. Лёффель) Тимо Майер – 40:38 (С. Алатало, Ф. Курашев) Филипп Курашев – 44:34 (Р. Унтерзандер, А. Амбюль) Грегори Хофман (бол.) – 52:39 (А. Амбюль, С. Андригетто) Ромен Лёффель (бол.) – 54:09 (Я. Мозер, К. Берчи) | 1:0 2:0 3:0 4:0 5:0 6:0 6:1 7:1 8:1               | 45:12 — Михал Криштоф (П. Цегларик) |                             | Судьи: Мартин Франё Оливье Гуэн Линейные судьи: Николас Константину Брайан Оливер |
| |                                                   |                                     |                             | Судьи: Мартин Франё Оливье Гуэн Линейные судьи: Николас Константину Брайан Оливер |
| |                                                   |                                     |                             | Судьи: Мартин Франё Оливье Гуэн Линейные судьи: Николас Константину Брайан Оливер |
| |                                                   |                                     |                             | Судьи: Мартин Франё Оливье Гуэн Линейные судьи: Николас Константину Брайан Оливер |
| 8 мин | Штраф                                             | 60 мин                              |                             | Судьи: Мартин Франё Оливье Гуэн Линейные судьи: Николас Константину Брайан Оливер |
| |                                                   |                                     |                             |                                                                                   |
| | 28                                                | Броски                              | 24                          |                                                                                   |

| 27 мая 2021 20:15 | Швеция | 2 : 4 (2:0, 0:0, 0:4) | Чехия | Олимпийский спортивный центр, Рига |

| Отчёт                                                                                     | Отчёт                                                     | Отчёт | Отчёт                      | Отчёт                                                                            |
| ----------------------------------------------------------------------------------------- | --------------------------------------------------------- | --- | -------------------------- | -------------------------------------------------------------------------------- |
|                                                                                           |                                                           | |                            |                                                                                  |
|                                                                                           | Адам Рейдеборн — 00:00-56:56 Адам Рейдеборн — 58:26-58:40 | Вратари | 00:00-60:00 — Шимон Грубец | Судьи: Роман Гофман Евгений Ромасько Линейные судьи: Глеб Лазарев Никита Шалагин |
|                                                                                           | Голы:                                                     | |                            | Судьи: Роман Гофман Евгений Ромасько Линейные судьи: Глеб Лазарев Никита Шалагин |
| Андреас Вингерли – 12:08 (М. Фриберг) Рикард Ракелль (бол.) – 15:02 (А. Кемпе, М. Нюгрен) | 1:0 2:0 2:1 2:2 2:3 2:4                                   | 41:10 — Якуб Врана (бол.) (М. Странски) 44:53 — Ян Коварж (бол.) (И. Секач, Д. Кубалик) 48:17 — Лукаш Клок (Я. Коварж) 58:26 — Якуб Флек (п.в.) (Д. Кубалик) |                            | Судьи: Роман Гофман Евгений Ромасько Линейные судьи: Глеб Лазарев Никита Шалагин |
|                                                                                           |                                                           | |                            | Судьи: Роман Гофман Евгений Ромасько Линейные судьи: Глеб Лазарев Никита Шалагин |
|                                                                                           |                                                           | |                            | Судьи: Роман Гофман Евгений Ромасько Линейные судьи: Глеб Лазарев Никита Шалагин |
|                                                                                           |                                                           | |                            | Судьи: Роман Гофман Евгений Ромасько Линейные судьи: Глеб Лазарев Никита Шалагин |
| 10 мин                                                                                    | Штраф                                                     | 8 мин |                            | Судьи: Роман Гофман Евгений Ромасько Линейные судьи: Глеб Лазарев Никита Шалагин |
|                                                                                           |                                                           | |                            |                                                                                  |
|                                                                                           | 29                                                        | Броски | 24                         |                                                                                  |

| 28 мая 2021 16:15 | Швеция | 4 : 1 (1:1, 2:0, 1:0) | Великобритания | Олимпийский спортивный центр, Рига |

| Отчёт | Отчёт                     | Отчёт                          | Отчёт                   | Отчёт                                                                             |
| --- | ------------------------- | ------------------------------ | ----------------------- | --------------------------------------------------------------------------------- |
| |                           |                                |                         |                                                                                   |
| | Виктор Фаст — 00:00-60:00 | Вратари                        | 00:00-60:00 — Бен Боунс | Судьи: Андрис Ансонс Кристиан Викман Линейные судьи: Лаури Никулайнен Дэвис Зунде |
| | Голы:                     |                                |                         | Судьи: Андрис Ансонс Кристиан Викман Линейные судьи: Лаури Никулайнен Дэвис Зунде |
| Маркус Сёренсен (бол.) – 15:18 (В. Олофссон, Х. Тёммернес) Йонатан Пудас – 27:00 (Л. Пилут, А. Вингерли) Марио Кемпе – 32:08 (М. Сёренсен) Марио Кемпе – 52:34 (М. Сёренсен) | 0:1 :1 2:1 3:1 4:1        | 07:20 — Лиам Кирк (Д. Филлипс) |                         | Судьи: Андрис Ансонс Кристиан Викман Линейные судьи: Лаури Никулайнен Дэвис Зунде |
| |                           |                                |                         | Судьи: Андрис Ансонс Кристиан Викман Линейные судьи: Лаури Никулайнен Дэвис Зунде |
| |                           |                                |                         | Судьи: Андрис Ансонс Кристиан Викман Линейные судьи: Лаури Никулайнен Дэвис Зунде |
| |                           |                                |                         | Судьи: Андрис Ансонс Кристиан Викман Линейные судьи: Лаури Никулайнен Дэвис Зунде |
| 0 мин | Штраф                     | 8 мин                          |                         | Судьи: Андрис Ансонс Кристиан Викман Линейные судьи: Лаури Никулайнен Дэвис Зунде |
| |                           |                                |                         |                                                                                   |
| | 56                        | Броски                         | 14                      |                                                                                   |

| 28 мая 2021 20:15 | Дания | 5 : 2 (1:1, 0:1, 4:0) | Беларусь | Олимпийский спортивный центр, Рига |

| Отчёт | Отчёт                       | Отчёт | Отчёт                         | Отчёт                                                                             |
| --- | --------------------------- | --- | ----------------------------- | --------------------------------------------------------------------------------- |
| |                             | |                               |                                                                                   |
| | Себастьян Дам — 00:00-60:00 | Вратари                                                                                                   | 00:00-60:00 — Алексей Колосов | Судьи: Андре Шрадер Кристоф Стернат Линейные судьи: Дэвид Обвегезер Элиас Зевальд |
| | Голы:                       | |                               | Судьи: Андре Шрадер Кристоф Стернат Линейные судьи: Дэвид Обвегезер Элиас Зевальд |
| Николай Мейер (бол.) – 05:29 (М. Лауридсен) Маттиас Асперуп – 44:58 (М. Фром, Й. Йенсен) Матиас Фром – 47:48 (А. Труе) Маркус Лауридсен – 49:53 (Н. Хардт, М. Лассен) Александер Труэ – 52:15 (М. Лассен, Н. Хардт) | 0:1 :1 1:2 :2 3:2 4:2 5:2   | 02:12 — Артём Демков (В. Кодола, Д. Коробов) 30:20 — Михаил Стефанович (бол.) (С. Фальковский, А. Протас) |                               | Судьи: Андре Шрадер Кристоф Стернат Линейные судьи: Дэвид Обвегезер Элиас Зевальд |
| |                             | |                               | Судьи: Андре Шрадер Кристоф Стернат Линейные судьи: Дэвид Обвегезер Элиас Зевальд |
| |                             | |                               | Судьи: Андре Шрадер Кристоф Стернат Линейные судьи: Дэвид Обвегезер Элиас Зевальд |
| |                             | |                               | Судьи: Андре Шрадер Кристоф Стернат Линейные судьи: Дэвид Обвегезер Элиас Зевальд |
| 6 мин | Штраф                       | 29 мин |                               | Судьи: Андре Шрадер Кристоф Стернат Линейные судьи: Дэвид Обвегезер Элиас Зевальд |
| |                             | |                               |                                                                                   |
| | 37                          | Броски | 18                            |                                                                                   |

| 29 мая 2021 12:15 | Чехия | 6 : 1 (1:0, 3:1, 2:0) | Великобритания | Олимпийский спортивный центр, Рига |

| Отчёт | Отчёт                       | Отчёт                                                | Отчёт                                               | Отчёт                                                                                  |
| --- | --------------------------- | ---------------------------------------------------- | --------------------------------------------------- | -------------------------------------------------------------------------------------- |
| |                             |                                                      |                                                     |                                                                                        |
| | Роман Вилл — 00:00-60:00    | Вратари                                              | 00:00-48:43 — Джексон Уистл 48:43-60:00 — Бен Боунс | Судьи: Мадс Франдсен Микаэль Норд Линейные судьи: Андреас Вайсе Кройер Людвиг Лундгрен |
| | Голы:                       |                                                      |                                                     | Судьи: Мадс Франдсен Микаэль Норд Линейные судьи: Андреас Вайсе Кройер Людвиг Лундгрен |
| Лукаш Клок (бол.) – 08:01 (М. Шпачек) Филип Гронек – 20:33 (Ф. Задина) Либор Шулак – 24:29 (М. Шпачек, И. Секач) Филип Хытил – 32:07 (Д. Мусил) Радан Ленц – 51:33 (Р. Ганзл) Либор Шулак – 57:58 (Р. Ганзл) | 1:0 2:0 3:0 4:0 4:1 5:1 6:1 | 39:37 — Мэттью Майерс (бол.) (М. Ричардсон, Л. Кирк) |                                                     | Судьи: Мадс Франдсен Микаэль Норд Линейные судьи: Андреас Вайсе Кройер Людвиг Лундгрен |
| |                             |                                                      |                                                     | Судьи: Мадс Франдсен Микаэль Норд Линейные судьи: Андреас Вайсе Кройер Людвиг Лундгрен |
| |                             |                                                      |                                                     | Судьи: Мадс Франдсен Микаэль Норд Линейные судьи: Андреас Вайсе Кройер Людвиг Лундгрен |
| |                             |                                                      |                                                     | Судьи: Мадс Франдсен Микаэль Норд Линейные судьи: Андреас Вайсе Кройер Людвиг Лундгрен |
| 6 мин | Штраф                       | 16 мин                                               |                                                     | Судьи: Мадс Франдсен Микаэль Норд Линейные судьи: Андреас Вайсе Кройер Людвиг Лундгрен |
| |                             |                                                      |                                                     |                                                                                        |
| | 46                          | Броски                                               | 19                                                  |                                                                                        |

| 29 мая 2021 16:15 | Швейцария | 1 : 4 (0:0, 0:1, 1:3) | ОКР | Олимпийский спортивный центр, Рига |

| Отчёт                          | Отчёт                                             | Отчёт | Отчёт                           | Отчёт                                                                                  |
| ------------------------------ | ------------------------------------------------- | --- | ------------------------------- | -------------------------------------------------------------------------------------- |
|                                |                                                   | |                                 |                                                                                        |
|                                | Рето Берра — 00:00-57:43 Рето Берра — 59:58-60:00 | Вратари | 00:00-60:00 — Александр Самонов | Судьи: Эндрю Брюггеман Оливье Гуэн Линейные судьи: Николас Константину Дастин Маккранк |
|                                | Голы:                                             | |                                 | Судьи: Эндрю Брюггеман Оливье Гуэн Линейные судьи: Николас Константину Дастин Маккранк |
| Нико Хишир – 48:12 (А. Амбюль) | 0:1 :1 1:2 1:3 1:4                                | 35:01 — Антон Бурдасов (бол.) (Э. Галимов) 50:26 — Павел Карнаухов (С. Толчинский, А. Барабанов) 52:38 — Сергей Толчинский (А. Слепышев, И. Проворов) 59:58 — Сергей Толчинский (п.в.) (А. Барабанов, П. Карнаухов) |                                 | Судьи: Эндрю Брюггеман Оливье Гуэн Линейные судьи: Николас Константину Дастин Маккранк |
|                                |                                                   | |                                 | Судьи: Эндрю Брюггеман Оливье Гуэн Линейные судьи: Николас Константину Дастин Маккранк |
|                                |                                                   | |                                 | Судьи: Эндрю Брюггеман Оливье Гуэн Линейные судьи: Николас Константину Дастин Маккранк |
|                                |                                                   | |                                 | Судьи: Эндрю Брюггеман Оливье Гуэн Линейные судьи: Николас Константину Дастин Маккранк |
| 2 мин                          | Штраф                                             | 4 мин |                                 | Судьи: Эндрю Брюггеман Оливье Гуэн Линейные судьи: Николас Константину Дастин Маккранк |
|                                |                                                   | |                                 |                                                                                        |
|                                | 23                                                | Броски | 26                              |                                                                                        |

| 29 мая 2021 20:15 | Словакия | 2 : 0 (0:0, 0:0, 2:0) | Дания | Олимпийский спортивный центр, Рига |

| Отчёт                                                                                      | Отчёт                       | Отчёт   | Отчёт                                                   | Отчёт                                                                           |
| ------------------------------------------------------------------------------------------ | --------------------------- | ------- | ------------------------------------------------------- | ------------------------------------------------------------------------------- |
|                                                                                            |                             |         |                                                         |                                                                                 |
|                                                                                            | Юлиус Гудачек — 00:00-60:00 | Вратари | 00:00-58:39 — Себастьян Дам 59:59-60:00 — Себастьян Дам | Судьи: Андрис Ансонс Ласси Хейккинен Линейные судьи: Ханну Сормунен Дэвис Зунде |
|                                                                                            | Голы:                       |         |                                                         | Судьи: Андрис Ансонс Ласси Хейккинен Линейные судьи: Ханну Сормунен Дэвис Зунде |
| Петер Цегларик – 47:13 (М. Гривик, Р. Лантоши) Адам Яношик – 52:25 (Р. Лантоши, М. Гривик) | 1:0 2:0                     |         |                                                         | Судьи: Андрис Ансонс Ласси Хейккинен Линейные судьи: Ханну Сормунен Дэвис Зунде |
|                                                                                            |                             |         |                                                         | Судьи: Андрис Ансонс Ласси Хейккинен Линейные судьи: Ханну Сормунен Дэвис Зунде |
|                                                                                            |                             |         |                                                         | Судьи: Андрис Ансонс Ласси Хейккинен Линейные судьи: Ханну Сормунен Дэвис Зунде |
|                                                                                            |                             |         |                                                         | Судьи: Андрис Ансонс Ласси Хейккинен Линейные судьи: Ханну Сормунен Дэвис Зунде |
| 6 мин                                                                                      | Штраф                       | 2 мин   |                                                         | Судьи: Андрис Ансонс Ласси Хейккинен Линейные судьи: Ханну Сормунен Дэвис Зунде |
|                                                                                            |                             |         |                                                         |                                                                                 |
|                                                                                            | 34                          | Броски  | 24                                                      |                                                                                 |

| 30 мая 2021 16:15 | Беларусь | 0 : 6 (0:2, 0:2, 0:2) | Швейцария | Олимпийский спортивный центр, Рига |

| Отчёт  | Отчёт                                                         | Отчёт | Отчёт                          | Отчёт                                                                                |
| ------ | ------------------------------------------------------------- | --- | ------------------------------ | ------------------------------------------------------------------------------------ |
|        |                                                               | |                                |                                                                                      |
|        | Константин Шостак — 00:00-21:09 Алексей Колосов — 21:09-60:00 | Вратари | 00:00-60:00 — Леонардо Дженони | Судьи: Тобиас Бьорк Микаэль Норд Линейные судьи: Андреас Вайсе Кройер Эмиль Элетинен |
|        | Голы:                                                         | |                                | Судьи: Тобиас Бьорк Микаэль Норд Линейные судьи: Андреас Вайсе Кройер Эмиль Элетинен |
|        | 0:1 0:2 0:3 0:4 0:5 0:6                                       | 00:36 — Кристоф Берчи (Ф. Херцог, Т. Шерве) 18:01 — Йоэль Вермин (Т. Майер) 21:09 — Свен Андригетто (Й. Вермин) 32:15 — Грегори Хофман (Э. Корви) 52:03 — Йоэль Вермин (Т. Майер) 57:43 — Фабрис Херцог (Н. Хишир) |                                | Судьи: Тобиас Бьорк Микаэль Норд Линейные судьи: Андреас Вайсе Кройер Эмиль Элетинен |
|        |                                                               | |                                | Судьи: Тобиас Бьорк Микаэль Норд Линейные судьи: Андреас Вайсе Кройер Эмиль Элетинен |
|        |                                                               | |                                | Судьи: Тобиас Бьорк Микаэль Норд Линейные судьи: Андреас Вайсе Кройер Эмиль Элетинен |
|        |                                                               | |                                | Судьи: Тобиас Бьорк Микаэль Норд Линейные судьи: Андреас Вайсе Кройер Эмиль Элетинен |
| 18 мин | Штраф                                                         | 18 мин |                                | Судьи: Тобиас Бьорк Микаэль Норд Линейные судьи: Андреас Вайсе Кройер Эмиль Элетинен |
|        |                                                               | |                                |                                                                                      |
|        | 20                                                            | Броски | 42                             |                                                                                      |

| 30 мая 2021 20:15 | Швеция | 3 : 1 (0:1, 1:0, 2:0) | Словакия | Олимпийский спортивный центр, Рига |

| Отчёт | Отчёт                        | Отчёт                  | Отчёт                                             | Отчёт                                                                            |
| --- | ---------------------------- | ---------------------- | ------------------------------------------------- | -------------------------------------------------------------------------------- |
| |                              |                        |                                                   |                                                                                  |
| | Адам Рейдеборн — 00:00-60:00 | Вратари                | 00:00-58:56 — Адам Гуска 59:47-60:00 — Адам Гуска | Судьи: Андре Шрадер Михаэль Черриг Линейные судьи: Дэвид Обвегезер Элиас Зевальд |
| | Голы:                        |                        |                                                   | Судьи: Андре Шрадер Михаэль Черриг Линейные судьи: Дэвид Обвегезер Элиас Зевальд |
| Маркус Сёренсен – 30:15 (М. Фриберг) Виктор Олофссон (бол.) – 51:38 (Х. Тёммернес) Исак Лундестрём (п.в.) – 59:47 (Ф. Холландер) | 0:1 :1 2:1 3:1               | 19:07 — Петер Цегларик |                                                   | Судьи: Андре Шрадер Михаэль Черриг Линейные судьи: Дэвид Обвегезер Элиас Зевальд |
| |                              |                        |                                                   | Судьи: Андре Шрадер Михаэль Черриг Линейные судьи: Дэвид Обвегезер Элиас Зевальд |
| |                              |                        |                                                   | Судьи: Андре Шрадер Михаэль Черриг Линейные судьи: Дэвид Обвегезер Элиас Зевальд |
| |                              |                        |                                                   | Судьи: Андре Шрадер Михаэль Черриг Линейные судьи: Дэвид Обвегезер Элиас Зевальд |
| 10 мин | Штраф                        | 6 мин                  |                                                   | Судьи: Андре Шрадер Михаэль Черриг Линейные судьи: Дэвид Обвегезер Элиас Зевальд |
| |                              |                        |                                                   |                                                                                  |
| | 29                           | Броски                 | 30                                                |                                                                                  |

| 31 мая 2021 16:15 | Чехия | 2 : 1 (Б) (0:1, 0:0, 1:0, 0:0, 1:0) | Дания | Олимпийский спортивный центр, Рига |

| Отчёт | Отчёт                      | Отчёт | Отчёт                       | Отчёт                                                                            |
| --- | -------------------------- | --- | --------------------------- | -------------------------------------------------------------------------------- |
| |                            | |                             |                                                                                  |
| | Шимон Грубец — 00:00-65:00 | Вратари | 00:00-65:00 — Себастьян Дам | Судьи: Роман Гофман Евгений Ромасько Линейные судьи: Глеб Лазарев Никита Шалагин |
| | Голы:                      | |                             | Судьи: Роман Гофман Евгений Ромасько Линейные судьи: Глеб Лазарев Никита Шалагин |
| Доминик Кубалик – 45:23 (Ф. Хытил, Я. Врана) Филип Хытил (поб. бул.) – 65:00 Робин Ганзл Якуб Врана Ян Коварж Филип Хытил | 0:1 :1 2:1 Буллиты         | 03:41 — Никлас Йенсен (бол.) (М. Лауридсен, Н. Олесен) Николай Мейер Матиас Бау Никлас Йенсен Александер Труэ Никлас Андерсен |                             | Судьи: Роман Гофман Евгений Ромасько Линейные судьи: Глеб Лазарев Никита Шалагин |
| |                            | |                             | Судьи: Роман Гофман Евгений Ромасько Линейные судьи: Глеб Лазарев Никита Шалагин |
| |                            | |                             | Судьи: Роман Гофман Евгений Ромасько Линейные судьи: Глеб Лазарев Никита Шалагин |
| |                            | |                             | Судьи: Роман Гофман Евгений Ромасько Линейные судьи: Глеб Лазарев Никита Шалагин |
| 4 мин | Штраф                      | 8 мин |                             | Судьи: Роман Гофман Евгений Ромасько Линейные судьи: Глеб Лазарев Никита Шалагин |
| |                            | |                             |                                                                                  |
| | 38                         | Броски | 13                          |                                                                                  |

| 31 мая 2021 20:15 | ОКР | 3 : 2 (Б) 0:1, 0:0, 2:1, 0:0, 1:0 | Швеция | Олимпийский спортивный центр, Рига |

| Отчёт | Отчёт                           | Отчёт | Отчёт                        | Отчёт                                                                                |
| --- | ------------------------------- | --- | ---------------------------- | ------------------------------------------------------------------------------------ |
| |                                 | |                              |                                                                                      |
| | Александр Самонов — 00:00-65:00 | Вратари | 00:00-65:00 — Адам Рейдеборн | Судьи: Эндрю Брюггеман Оливье Гуэн Линейные судьи: Николас Константину Брайан Оливер |
| | Голы:                           | |                              | Судьи: Эндрю Брюггеман Оливье Гуэн Линейные судьи: Николас Константину Брайан Оливер |
| Антон Слепышев – 52:34 (Д. Орлов) Александр Барабанов – 52:46 (В. Тарасенко, Н. Нестеров) Владимир Тарасенко (поб. бул.) – 65:00 Антон Слепышев Иван Морозов Антон Бурдасов Сергей Толчинский Владимир Тарасенко | 0:1 :1 2:1 2:2 3:2 Буллиты      | 08:06 — Йеспер Фрёден (бол.) (О. Линдберг, А. Кемпе) 55:17 — Виктор Олофссон (Й. Селльгрен, И. Лундстрём) Рикард Ракелль Виктор Олофссон Адриан Кемпе Йонатан Пудас Маркус Сёренсен |                              | Судьи: Эндрю Брюггеман Оливье Гуэн Линейные судьи: Николас Константину Брайан Оливер |
| |                                 | |                              | Судьи: Эндрю Брюггеман Оливье Гуэн Линейные судьи: Николас Константину Брайан Оливер |
| |                                 | |                              | Судьи: Эндрю Брюггеман Оливье Гуэн Линейные судьи: Николас Константину Брайан Оливер |
| |                                 | |                              | Судьи: Эндрю Брюггеман Оливье Гуэн Линейные судьи: Николас Константину Брайан Оливер |
| 10 мин | Штраф                           | 4 мин |                              | Судьи: Эндрю Брюггеман Оливье Гуэн Линейные судьи: Николас Константину Брайан Оливер |
| |                                 | |                              |                                                                                      |
| | 26                              | Броски | 30                           |                                                                                      |

| 1 июня 2021 12:15 | Швейцария | 6 : 3 (2:1, 4:1, 0:1) | Великобритания | Олимпийский спортивный центр, Рига |

| Отчёт | Отчёт                                                   | Отчёт | Отчёт                                               | Отчёт                                                                     |
| --- | ------------------------------------------------------- | --- | --------------------------------------------------- | ------------------------------------------------------------------------- |
| |                                                         | |                                                     |                                                                           |
| | Рето Берра — 00:00-40:00 Мельвин Ниффелер — 40:00-60:00 | Вратари | 00:00-40:00 — Бен Боунс 40:00-60:00 — Джексон Уистл | Судьи: Мартин Франё Робин Шир Линейные судьи: Даниэль Гынек Иржи Ондрачек |
| | Голы:                                                   | |                                                     | Судьи: Мартин Франё Робин Шир Линейные судьи: Даниэль Гынек Иржи Ондрачек |
| Грегори Хофман – 10:31 (Э. Корви) Ромен Лёффель – 16:42 (Т. Шерве, Й. Зигенталер) Сантери Алатало (бол.) – 30:07 (Э. Корви, Н. Хишир) Кристоф Берчи – 30:20 (Т. Шерве) Кристоф Берчи – 36:09 (Р. Диас, Т. Шерве) Нико Хишир – 37:45 (Ф. Курашев) | 1:0 1:1 2:1 2:2 3:2 4:2 5:2 6:2 6:3                     | 11:08 — Лиам Кирк 25:34 — Лиам Кирк (бол.) (М. Ричардсон, М. Хэммонд) 53:58 — Брендан Коннолли (Л. Кирк, М. Хэммонд) |                                                     | Судьи: Мартин Франё Робин Шир Линейные судьи: Даниэль Гынек Иржи Ондрачек |
| |                                                         | |                                                     | Судьи: Мартин Франё Робин Шир Линейные судьи: Даниэль Гынек Иржи Ондрачек |
| |                                                         | |                                                     | Судьи: Мартин Франё Робин Шир Линейные судьи: Даниэль Гынек Иржи Ондрачек |
| |                                                         | |                                                     | Судьи: Мартин Франё Робин Шир Линейные судьи: Даниэль Гынек Иржи Ондрачек |
| 16 мин | Штраф                                                   | 8 мин |                                                     | Судьи: Мартин Франё Робин Шир Линейные судьи: Даниэль Гынек Иржи Ондрачек |
| |                                                         | |                                                     |                                                                           |
| | 53                                                      | Броски | 26                                                  |                                                                           |

| 1 июня 2021 16:15 | Словакия | 3 : 7 (0:2, 1:2, 2:3) | Чехия | Олимпийский спортивный центр, Рига |

| Отчёт | Отчёт                                                                         | Отчёт | Отчёт                    | Отчёт                                                                                |
| --- | ----------------------------------------------------------------------------- | --- | ------------------------ | ------------------------------------------------------------------------------------ |
| |                                                                               | |                          |                                                                                      |
| | Юлиус Гудачек — 00:00-40:00 Адам Гуска — 40:00-59:26 Адам Гуска — 59:26-60:00 | Вратари | 00:00-60:00 — Роман Вилл | Судьи: Эндрю Брюггеман Оливье Гуэн Линейные судьи: Николас Константину Брайан Оливер |
| | Голы:                                                                         | |                          | Судьи: Эндрю Брюггеман Оливье Гуэн Линейные судьи: Николас Константину Брайан Оливер |
| Матуш Сукель – 26:53 (М. Фашко-Рудаш) Мартин Бучко – 48:45 (А. Голешински, Д. Буц) Кристиан Поспишил – 58:57 (П. Цегларик, Д. Гахулинец) | 0:1 0:2 0:3 1:3 1:4 1:5 1:6 2:6 3:6 3:7                                       | 00:29 — Филип Задина (Л. Гайек, М. Моравчик) 15:04 — Михаэль Шпачек (Ф. Задина) 22:49 — Лукаш Радил (А. Шустр, Л. Шулак) 39:49 — Либор Шулак (бол.) (М. Шпачек) 43:31 — Матей Странски 45:47 — Матей Блюмель (М. Странски, М. Моравчик) 59:43 — Либор Гайек (п.в.) (Р. Ганзл, И. Смейкал) |                          | Судьи: Эндрю Брюггеман Оливье Гуэн Линейные судьи: Николас Константину Брайан Оливер |
| |                                                                               | |                          | Судьи: Эндрю Брюггеман Оливье Гуэн Линейные судьи: Николас Константину Брайан Оливер |
| |                                                                               | |                          | Судьи: Эндрю Брюггеман Оливье Гуэн Линейные судьи: Николас Константину Брайан Оливер |
| |                                                                               | |                          | Судьи: Эндрю Брюггеман Оливье Гуэн Линейные судьи: Николас Константину Брайан Оливер |
| 6 мин | Штраф                                                                         | 6 мин |                          | Судьи: Эндрю Брюггеман Оливье Гуэн Линейные судьи: Николас Константину Брайан Оливер |
| |                                                                               | |                          |                                                                                      |
| | 25                                                                            | Броски | 28                       |                                                                                      |

| 1 июня 2021 20:15 | ОКР | 6 : 0 (5:0, 0:0, 1:0) | Беларусь | Олимпийский спортивный центр, Рига |

| Отчёт | Отчёт                           | Отчёт   | Отчёт                                                         | Отчёт                                                                          |
| --- | ------------------------------- | ------- | ------------------------------------------------------------- | ------------------------------------------------------------------------------ |
| |                                 |         |                                                               |                                                                                |
| | Александр Самонов — 00:00-60:00 | Вратари | 00:00-04:29 — Константин Шостак 04:29-60:00 — Алексей Колосов | Судьи: Андре Шрадер Кристоф Стернат Линейные судьи: Йонас Мертен Элиас Зевальд |
| | Голы:                           |         |                                                               | Судьи: Андре Шрадер Кристоф Стернат Линейные судьи: Йонас Мертен Элиас Зевальд |
| Никита Нестеров – 00:36 (М. Григоренко) Эмиль Галимов – 04:29 (В. Гавриков) Максим Шалунов – 09:06 (Н. Задоров, Н. Нестеров) Михаил Григоренко – 10:52 (А. Слепышев, Д. Воронков) Никита Нестеров – 16:28 (В. Тарасенко, А. Барабанов) Дмитрий Воронков – 52:08 (А. Слепышев, М. Григоренко) | 1:0 2:0 3:0 4:0 5:0 6:0         |         |                                                               | Судьи: Андре Шрадер Кристоф Стернат Линейные судьи: Йонас Мертен Элиас Зевальд |
| |                                 |         |                                                               | Судьи: Андре Шрадер Кристоф Стернат Линейные судьи: Йонас Мертен Элиас Зевальд |
| |                                 |         |                                                               | Судьи: Андре Шрадер Кристоф Стернат Линейные судьи: Йонас Мертен Элиас Зевальд |
| |                                 |         |                                                               | Судьи: Андре Шрадер Кристоф Стернат Линейные судьи: Йонас Мертен Элиас Зевальд |
| 6 мин | Штраф                           | 10 мин  |                                                               | Судьи: Андре Шрадер Кристоф Стернат Линейные судьи: Йонас Мертен Элиас Зевальд |
| |                                 |         |                                                               |                                                                                |
| | 32                              | Броски  | 19                                                            |                                                                                |

### Группа B («Арена Рига»)
| М | Сборная   | И | В | ВО | ПО | П | ШЗ | ШП | РШ  | О  |
| - | --------- | - | - | -- | -- | - | -- | -- | --- | -- |
| 1 | США       | 7 | 6 | 0  | 0  | 1 | 21 | 8  | +13 | 18 |
| 2 | Финляндия | 7 | 4 | 2  | 1  | 0 | 19 | 10 | +9  | 17 |
| 3 | Германия  | 7 | 4 | 0  | 0  | 3 | 22 | 14 | +8  | 12 |
| 4 | Канада    | 7 | 3 | 0  | 1  | 3 | 19 | 18 | +1  | 10 |
| 5 | Казахстан | 7 | 2 | 2  | 0  | 3 | 22 | 18 | +4  | 10 |
| 6 | Латвия    | 7 | 2 | 0  | 3  | 2 | 15 | 16 | -1  | 9  |
| 7 | Норвегия  | 7 | 2 | 1  | 0  | 4 | 17 | 21 | -4  | 8  |
| 8 | Италия    | 7 | 0 | 0  | 0  | 7 | 11 | 41 | -30 | 0  |

Начало матчей указано по восточноевропейскому летнему времени (UTC+3:00)

#### Результаты
| 21 мая 2021 16:15 | Германия | 9 : 4 (2:2, 5:0, 2:2) | Италия | Арена Рига, Рига |

| Отчёт | Отчёт                                              | Отчёт | Отчёт                       | Отчёт                                                                             |
| --- | -------------------------------------------------- | --- | --------------------------- | --------------------------------------------------------------------------------- |
| |                                                    | |                             |                                                                                   |
| | Феликс Брюкман — 00:00-60:00                       | Вратари | 00:00-60:00 — Джастин Фацио | Судьи: Эндрю Брюггеман Мартин Франё Линейные судьи: Дастин Маккранк Брайан Оливер |
| | Голы:                                              | |                             | Судьи: Эндрю Брюггеман Мартин Франё Линейные судьи: Дастин Маккранк Брайан Оливер |
| Том Кюнхкакль — 15:56 (Н. Креммер) Мориц Мюллер — 18:44 (М. Айзеншмид, Ш. Лойбль) Тобиас Ридер — 24:23 (Т. Кюнхакль, Н. Креммер) Фредерик Тиффельс (бол.) — 27:47 (М. Айзеншмид, М. Плахта) Марцель Нёбельс — 35:13 (Й. Мюллер, Л. Пфёдерль) Лукас Райхель — 37:52 (М. Зайдер) Марцель Нёбельс — 38:35 (Л. Пфёдерль, Л. Райхель) Маттиас Плахта (мен.) — 42:52 (Ф. Тиффельс, К. Хольцер) Леонард Пфёдерль — 48:41 (М. Нёбельс, Л. Райхель) | 1:0 1:1 1:2 :2 3:2 4:2 5:2 6:2 7:2 8:2 8:3 8:4 9:4 | 17:42 — Алекс Петан (А. Мичели) 18:07 — Лука Фриго (М. Маньябоско, Э. Бардаро) 43:22 — Энтони Бардаро (бол.) (И. Делука) 44:06 — Даниель Франк (бол.) (Л. Фриго) |                             | Судьи: Эндрю Брюггеман Мартин Франё Линейные судьи: Дастин Маккранк Брайан Оливер |
| |                                                    | |                             | Судьи: Эндрю Брюггеман Мартин Франё Линейные судьи: Дастин Маккранк Брайан Оливер |
| |                                                    | |                             | Судьи: Эндрю Брюггеман Мартин Франё Линейные судьи: Дастин Маккранк Брайан Оливер |
| |                                                    | |                             | Судьи: Эндрю Брюггеман Мартин Франё Линейные судьи: Дастин Маккранк Брайан Оливер |
| 29 мин | Штраф                                              | 6 мин |                             | Судьи: Эндрю Брюггеман Мартин Франё Линейные судьи: Дастин Маккранк Брайан Оливер |
| |                                                    | |                             |                                                                                   |
| | 52                                                 | Броски | 14                          |                                                                                   |

| 21 мая 2021 20:15 | Канада | 0 : 2 (0:1, 0:1, 0:0) | Латвия | Арена Рига, Рига |

| Отчёт | Отчёт                      | Отчёт                                                                                    | Отчёт                          | Отчёт                                                                           |
| ----- | -------------------------- | ---------------------------------------------------------------------------------------- | ------------------------------ | ------------------------------------------------------------------------------- |
|       |                            |                                                                                          |                                |                                                                                 |
|       | Дарси Кемпер — 00:00-56:46 | Вратари                                                                                  | 00:00-60:00 — Матис Кивлениекс | Судьи: Андре Шрадер Михаэль Черриг Линейные судьи: Йонас Мертен Дэвид Обвегезер |
|       | Голы:                      |                                                                                          |                                | Судьи: Андре Шрадер Михаэль Черриг Линейные судьи: Йонас Мертен Дэвид Обвегезер |
|       | 0:1 0:2                    | 19:59 — Микс Индрашис (бол.) (Р. Кениньш, Р. Фрейбергс) 28:39 — Оскар Батня (Р. Кениньш) |                                | Судьи: Андре Шрадер Михаэль Черриг Линейные судьи: Йонас Мертен Дэвид Обвегезер |
|       |                            |                                                                                          |                                | Судьи: Андре Шрадер Михаэль Черриг Линейные судьи: Йонас Мертен Дэвид Обвегезер |
|       |                            |                                                                                          |                                | Судьи: Андре Шрадер Михаэль Черриг Линейные судьи: Йонас Мертен Дэвид Обвегезер |
|       |                            |                                                                                          |                                | Судьи: Андре Шрадер Михаэль Черриг Линейные судьи: Йонас Мертен Дэвид Обвегезер |
| 8 мин | Штраф                      | 8 мин                                                                                    |                                | Судьи: Андре Шрадер Михаэль Черриг Линейные судьи: Йонас Мертен Дэвид Обвегезер |
|       |                            |                                                                                          |                                |                                                                                 |
|       | 38                         | Броски                                                                                   | 17                             |                                                                                 |

| 22 мая 2021 12:15 | Норвегия | 1 : 5 (0:1, 1:3, 0:1) | Германия | Арена Рига, Рига |

| Отчёт                                       | Отчёт                          | Отчёт | Отчёт                            | Отчёт                                                                                  |
| ------------------------------------------- | ------------------------------ | --- | -------------------------------- | -------------------------------------------------------------------------------------- |
|                                             |                                | |                                  |                                                                                        |
|                                             | Хенрик Хёукеланн — 00:00-60:00 | Вратари | 00:00-60:00 — Матиас Нидербергер | Судьи: Эндрю Брюггеман Оливье Гуэн Линейные судьи: Николас Константину Дастин Маккранк |
|                                             | Голы:                          | |                                  | Судьи: Эндрю Брюггеман Оливье Гуэн Линейные судьи: Николас Константину Дастин Маккранк |
| Матис Олимб — 36:21 (М. Хага, Э. Лиллеберг) | 0:1 0:2 0:3 0:4 1:4 1:5        | 19:44 — Маттиас Плахта (М. Мюллер, М. Зайдер) 23:19 — Леон Гаванке (бол.) (М. Брандт, М. Нёбельс) 26:04 — Леонард Пфёдерль (Л. Райхель, М. Нёбельс) 30:35 — Лукас Райхель 44:41 — Леан Бергман (М. Новак, Н. Креммер) |                                  | Судьи: Эндрю Брюггеман Оливье Гуэн Линейные судьи: Николас Константину Дастин Маккранк |
|                                             |                                | |                                  | Судьи: Эндрю Брюггеман Оливье Гуэн Линейные судьи: Николас Константину Дастин Маккранк |
|                                             |                                | |                                  | Судьи: Эндрю Брюггеман Оливье Гуэн Линейные судьи: Николас Константину Дастин Маккранк |
|                                             |                                | |                                  | Судьи: Эндрю Брюггеман Оливье Гуэн Линейные судьи: Николас Константину Дастин Маккранк |
| 16 мин                                      | Штраф                          | 4 мин |                                  | Судьи: Эндрю Брюггеман Оливье Гуэн Линейные судьи: Николас Константину Дастин Маккранк |
|                                             |                                | |                                  |                                                                                        |
|                                             | 25                             | Броски | 26                               |                                                                                        |

| 22 мая 2021 16:15 | Финляндия | 2 : 1 (0:0, 2:1, 0:0) | США | Арена Рига, Рига |

| Отчёт                                                                                         | Отчёт                       | Отчёт                                         | Отчёт                         | Отчёт                                                                          |
| --------------------------------------------------------------------------------------------- | --------------------------- | --------------------------------------------- | ----------------------------- | ------------------------------------------------------------------------------ |
|                                                                                               |                             |                                               |                               |                                                                                |
|                                                                                               | Юхо Олкинуора — 00:00-60:00 | Вратари                                       | 00:00-58:14 — Кэлвин Питерсен | Судьи: Антонин Ержабек Петер Станё Линейные судьи: Даниэль Гынек Иржи Ондрачек |
|                                                                                               | Голы:                       |                                               |                               | Судьи: Антонин Ержабек Петер Станё Линейные судьи: Даниэль Гынек Иржи Ондрачек |
| Атте Охтамаа — 26:54 (С. Мяэналанен, М. Анттила) Ииро Пакаринен — 35:41 (В. Покка, О. Мяяття) | 1:0 2:0 2:1                 | 38:01 — Джейсон Робертсон (бол.) (К. Воланин) |                               | Судьи: Антонин Ержабек Петер Станё Линейные судьи: Даниэль Гынек Иржи Ондрачек |
|                                                                                               |                             |                                               |                               | Судьи: Антонин Ержабек Петер Станё Линейные судьи: Даниэль Гынек Иржи Ондрачек |
|                                                                                               |                             |                                               |                               | Судьи: Антонин Ержабек Петер Станё Линейные судьи: Даниэль Гынек Иржи Ондрачек |
|                                                                                               |                             |                                               |                               | Судьи: Антонин Ержабек Петер Станё Линейные судьи: Даниэль Гынек Иржи Ондрачек |
| 4 мин                                                                                         | Штраф                       | 2 мин                                         |                               | Судьи: Антонин Ержабек Петер Станё Линейные судьи: Даниэль Гынек Иржи Ондрачек |
|                                                                                               |                             |                                               |                               |                                                                                |
|                                                                                               | 29                          | Броски                                        | 30                            |                                                                                |

| 22 мая 2021 20:15 | Латвия | 2 : 3 (Б) (0:0, 1:1, 1:1, 0:0, 0:1) | Казахстан | Арена Рига, Рига |

| Отчёт | Отчёт                          | Отчёт | Отчёт                        | Отчёт                                                                                 |
| --- | ------------------------------ | --- | ---------------------------- | ------------------------------------------------------------------------------------- |
| |                                | |                              |                                                                                       |
| | Матис Кивлениекс — 00:00-65:00 | Вратари | 00:00-65:00 — Никита Бояркин | Судьи: Мадс Франдсен Микаэль Норд Линейные судьи: Андреас Вайсе Кройер Эмиль Элетинен |
| | Голы:                          | |                              | Судьи: Мадс Франдсен Микаэль Норд Линейные судьи: Андреас Вайсе Кройер Эмиль Элетинен |
| Лаурис Дарзиньш — 27:44 (К. Даугавиньш) Рихард Букартс — 45:25 (О. Цибульскис) Родриго Аболс Лаурис Дарзиньш Рихард Букартс Каспарс Даугавиньш Рихард Букартс Микс Индрашис Лаурис Дарзиньш Рихард Букартс | 1:0 1:1 2:1 2:2 2:3 Буллиты:   | 38:59 — Александр Шин (бол.) (Р. Старченко, Д. Диц) 45:37 — Джесси Блэкер (В. Сведберг, А. Сагадеев) 65:00 — Алексей Маклюков (поб. бул.) Александр Шин Кёртис Валк Никита Михайлис Роман Старченко Даррен Диц Никита Михайлис Евгений Рымарев Алексей Маклюков |                              | Судьи: Мадс Франдсен Микаэль Норд Линейные судьи: Андреас Вайсе Кройер Эмиль Элетинен |
| |                                | |                              | Судьи: Мадс Франдсен Микаэль Норд Линейные судьи: Андреас Вайсе Кройер Эмиль Элетинен |
| |                                | |                              | Судьи: Мадс Франдсен Микаэль Норд Линейные судьи: Андреас Вайсе Кройер Эмиль Элетинен |
| |                                | |                              | Судьи: Мадс Франдсен Микаэль Норд Линейные судьи: Андреас Вайсе Кройер Эмиль Элетинен |
| 8 мин | Штраф                          | 4 мин |                              | Судьи: Мадс Франдсен Микаэль Норд Линейные судьи: Андреас Вайсе Кройер Эмиль Элетинен |
| |                                | |                              |                                                                                       |
| | 14                             | Броски | 31                           |                                                                                       |

| 23 мая 2021 12:15 | Норвегия | 4 : 1 (1:0, 2:0, 1:1) | Италия | Арена Рига, Рига |

| Отчёт | Отчёт                          | Отчёт                                               | Отчёт                       | Отчёт                                                                            |
| --- | ------------------------------ | --------------------------------------------------- | --------------------------- | -------------------------------------------------------------------------------- |
| |                                |                                                     |                             |                                                                                  |
| | Хенрик Хёукеланн — 00:00-60:00 | Вратари                                             | 00:00-60:00 — Джастин Фацио | Судьи: Тобиас Бьорк Мадс Франдсен Линейные судьи: Людвиг Лундгрен Эмиль Элетинен |
| | Голы:                          |                                                     |                             | Судьи: Тобиас Бьорк Мадс Франдсен Линейные судьи: Людвиг Лундгрен Эмиль Элетинен |
| Матиас Треттенес — 10:04 (С. Ольден, Э. Лесунн) Матс Россели Ольсен (бол.) — 25:12 (К.-А. Олимб, С. Эспелани) Матиас Треттенес (бол.) — 36:01 (С. Ольден, Т. Линдстрём) Матиас Треттенес — 36:01 (Э. Лесунн, Т. Линдстрём) | 1:0 2:0 3:0 4:0 4:1            | 51:55 — Даниэль Франк (Р. Андергассен, С. Маркетти) |                             | Судьи: Тобиас Бьорк Мадс Франдсен Линейные судьи: Людвиг Лундгрен Эмиль Элетинен |
| |                                |                                                     |                             | Судьи: Тобиас Бьорк Мадс Франдсен Линейные судьи: Людвиг Лундгрен Эмиль Элетинен |
| |                                |                                                     |                             | Судьи: Тобиас Бьорк Мадс Франдсен Линейные судьи: Людвиг Лундгрен Эмиль Элетинен |
| |                                |                                                     |                             | Судьи: Тобиас Бьорк Мадс Франдсен Линейные судьи: Людвиг Лундгрен Эмиль Элетинен |
| 2 мин | Штраф                          | 18 мин                                              |                             | Судьи: Тобиас Бьорк Мадс Франдсен Линейные судьи: Людвиг Лундгрен Эмиль Элетинен |
| |                                |                                                     |                             |                                                                                  |
| | 39                             | Броски                                              | 18                          |                                                                                  |

| 23 мая 2021 16:15 | Казахстан | 2 : 1 (Б) (0:0, 1:1, 0:0, 0:0, 1:0) | Финляндия | Арена Рига, Рига |

| Отчёт | Отчёт                        | Отчёт | Отчёт                      | Отчёт                                                                                |
| --- | ---------------------------- | --- | -------------------------- | ------------------------------------------------------------------------------------ |
| |                              | |                            |                                                                                      |
| | Никита Бояркин — 00:00-65:00 | Вратари | 00:00-65:00 — Харри Сятери | Судьи: Евгений Ромасько Максим Сидоренко Линейные судьи: Глеб Лазарев Никита Шалагин |
| | Голы:                        | |                            | Судьи: Евгений Ромасько Максим Сидоренко Линейные судьи: Глеб Лазарев Никита Шалагин |
| Кирилл Панюков (бол.) — 35:56 (Н. Михайлис) Никита Михайлис (поб. бул.) Александр Шин Кёртис Валк Никита Михайлис Роман Старченко | 0:1 :1 2:1 Буллиты:          | 33:24 — Антон Лундель (П. Линдбом, М. Руохомаа) Теему Турунен Оливер Каски Артту Руотсалайнен Ере Карьялайнен |                            | Судьи: Евгений Ромасько Максим Сидоренко Линейные судьи: Глеб Лазарев Никита Шалагин |
| |                              | |                            | Судьи: Евгений Ромасько Максим Сидоренко Линейные судьи: Глеб Лазарев Никита Шалагин |
| |                              | |                            | Судьи: Евгений Ромасько Максим Сидоренко Линейные судьи: Глеб Лазарев Никита Шалагин |
| |                              | |                            | Судьи: Евгений Ромасько Максим Сидоренко Линейные судьи: Глеб Лазарев Никита Шалагин |
| 4 мин | Штраф                        | 4 мин |                            | Судьи: Евгений Ромасько Максим Сидоренко Линейные судьи: Глеб Лазарев Никита Шалагин |
| |                              | |                            |                                                                                      |
| | 19                           | Броски | 51                         |                                                                                      |

| 23 мая 2021 20:15 | Канада | 1 : 5 (0:1, 0:3, 1:1) | США | Арена Рига, Рига |

| Отчёт                          | Отчёт                                              | Отчёт | Отчёт                                                      | Отчёт                                                                             |
| ------------------------------ | -------------------------------------------------- | --- | ---------------------------------------------------------- | --------------------------------------------------------------------------------- |
|                                |                                                    | |                                                            |                                                                                   |
|                                | Дарси Кемпер — 00:00-40:00 Эдин Хилл — 40:00-60:00 | Вратари | 00:00-04:58 — Энтони Столарц 04:58-60:00 — Джейк Оттинджер | Судьи: Андре Шрадер Кристоф Стернат Линейные судьи: Дэвид Обвегезер Элиас Зевальд |
|                                | Голы:                                              | |                                                            | Судьи: Андре Шрадер Кристоф Стернат Линейные судьи: Дэвид Обвегезер Элиас Зевальд |
| Макс Комтуа — 51:35 (Н. Боден) | 0:1 0:2 0:3 0:4 1:4 1:5                            | 07:42 — Джейсон Робертсон (К. Гарленд) 21:19 — Адам Кленденинг (М. Хелликсон) 23:27 — Тревор Мур (бол.) (Д. Робертсон) 38:20 — Тревор Мур (К. Гарленд) 57:06 — Мэтт Теннисон (А. Кленденинг, К. Лабанк) |                                                            | Судьи: Андре Шрадер Кристоф Стернат Линейные судьи: Дэвид Обвегезер Элиас Зевальд |
|                                |                                                    | |                                                            | Судьи: Андре Шрадер Кристоф Стернат Линейные судьи: Дэвид Обвегезер Элиас Зевальд |
|                                |                                                    | |                                                            | Судьи: Андре Шрадер Кристоф Стернат Линейные судьи: Дэвид Обвегезер Элиас Зевальд |
|                                |                                                    | |                                                            | Судьи: Андре Шрадер Кристоф Стернат Линейные судьи: Дэвид Обвегезер Элиас Зевальд |
| 6 мин                          | Штраф                                              | 4 мин |                                                            | Судьи: Андре Шрадер Кристоф Стернат Линейные судьи: Дэвид Обвегезер Элиас Зевальд |
|                                |                                                    | |                                                            |                                                                                   |
|                                | 29                                                 | Броски | 23                                                         |                                                                                   |

| 24 мая 2021 16:15 | Латвия | 3 : 0 (0:0, 1:0, 2:0) | Италия | Арена Рига, Рига |

| Отчёт | Отчёт                         | Отчёт   | Отчёт                                                                               | Отчёт                                                                                  |
| --- | ----------------------------- | ------- | ----------------------------------------------------------------------------------- | -------------------------------------------------------------------------------------- |
| |                               |         |                                                                                     |                                                                                        |
| | Иварс Пунненовс — 00:00-60:00 | Вратари | 00:00-58:23 — Джастин Фацио 58:48-59:14 — Джастин Фацио 59:48-60:00 — Джастин Фацио | Судьи: Эндрю Брюггеман Оливье Гуэн Линейные судьи: Николас Константину Дастин Маккранк |
| | Голы:                         |         |                                                                                     | Судьи: Эндрю Брюггеман Оливье Гуэн Линейные судьи: Николас Константину Дастин Маккранк |
| Мартиньш Карсумс — 32:08 (Р. Крастенбергс) Лаурис Дарзиньш (п.в.) — 58:48 (А. Джериньш, Р. Фрейбергс) Мартиньш Карсумс (п.в.) — 59:48 | 1:0 2:0 3:0                   |         |                                                                                     | Судьи: Эндрю Брюггеман Оливье Гуэн Линейные судьи: Николас Константину Дастин Маккранк |
| |                               |         |                                                                                     | Судьи: Эндрю Брюггеман Оливье Гуэн Линейные судьи: Николас Константину Дастин Маккранк |
| |                               |         |                                                                                     | Судьи: Эндрю Брюггеман Оливье Гуэн Линейные судьи: Николас Константину Дастин Маккранк |
| |                               |         |                                                                                     | Судьи: Эндрю Брюггеман Оливье Гуэн Линейные судьи: Николас Константину Дастин Маккранк |
| 16 мин | Штраф                         | 8 мин   |                                                                                     | Судьи: Эндрю Брюггеман Оливье Гуэн Линейные судьи: Николас Константину Дастин Маккранк |
| |                               |         |                                                                                     |                                                                                        |
| | 44                            | Броски  | 12                                                                                  |                                                                                        |

| 24 мая 2021 20:15 | Германия | 3 : 1 (2:1, 0:0, 1:0) | Канада | Арена Рига, Рига |

| Отчёт | Отчёт                            | Отчёт                       | Отчёт                                           | Отчёт                                                                           |
| --- | -------------------------------- | --------------------------- | ----------------------------------------------- | ------------------------------------------------------------------------------- |
| |                                  |                             |                                                 |                                                                                 |
| | Матиас Нидербергер — 00:00-60:00 | Вратари                     | 00:00-57:54 — Эдин Хилл 57:59-58:31 — Эдин Хилл | Судьи: Роман Гофман Евгений Ромасько Линейные судьи: Дмитрий Голяк Глеб Лазарев |
| | Голы:                            |                             |                                                 | Судьи: Роман Гофман Евгений Ромасько Линейные судьи: Дмитрий Голяк Глеб Лазарев |
| Штефан Лойбль — 10:46 (Т. Кюнхакль, Т. Ридер) Маттиас Плахта (бол.) — 11:24 (М. Айзеншмид) Корбиниан Хольцер (п.в.) — 57:59 (М. Плахта, М. Нёбельс) | 1:0 2:0 2:1 3:1                  | 18:19 — Ник Пол (К. Миллер) |                                                 | Судьи: Роман Гофман Евгений Ромасько Линейные судьи: Дмитрий Голяк Глеб Лазарев |
| |                                  |                             |                                                 | Судьи: Роман Гофман Евгений Ромасько Линейные судьи: Дмитрий Голяк Глеб Лазарев |
| |                                  |                             |                                                 | Судьи: Роман Гофман Евгений Ромасько Линейные судьи: Дмитрий Голяк Глеб Лазарев |
| |                                  |                             |                                                 | Судьи: Роман Гофман Евгений Ромасько Линейные судьи: Дмитрий Голяк Глеб Лазарев |
| 28 мин | Штраф                            | 8 мин                       |                                                 | Судьи: Роман Гофман Евгений Ромасько Линейные судьи: Дмитрий Голяк Глеб Лазарев |
| |                                  |                             |                                                 |                                                                                 |
| | 25                               | Броски                      | 40                                              |                                                                                 |

| 25 мая 2021 16:15 | США | 3 : 0 (1:0, 1:0, 1:0) | Казахстан | Арена Рига, Рига |

| Отчёт | Отчёт                         | Отчёт   | Отчёт                        | Отчёт                                                                      |
| --- | ----------------------------- | ------- | ---------------------------- | -------------------------------------------------------------------------- |
| |                               |         |                              |                                                                            |
| | Кэлвин Питерсен — 00:00-60:00 | Вратари | 00:00-60:00 — Никита Бояркин | Судьи: Антонин Ержабек Робин Шир Линейные судьи: Даниэль Гынек Шимон Сынек |
| | Голы:                         |         |                              | Судьи: Антонин Ержабек Робин Шир Линейные судьи: Даниэль Гынек Шимон Сынек |
| Адам Кленденинг — 06:57 (Т. Мур, Д. Робертсон) Тревор Мур — 21:33 (З. Джонс) Джек Друри — 41:58 (Р. Донато, М. Тэннисон) | 1:0 2:0 3:0                   |         |                              | Судьи: Антонин Ержабек Робин Шир Линейные судьи: Даниэль Гынек Шимон Сынек |
| |                               |         |                              | Судьи: Антонин Ержабек Робин Шир Линейные судьи: Даниэль Гынек Шимон Сынек |
| |                               |         |                              | Судьи: Антонин Ержабек Робин Шир Линейные судьи: Даниэль Гынек Шимон Сынек |
| |                               |         |                              | Судьи: Антонин Ержабек Робин Шир Линейные судьи: Даниэль Гынек Шимон Сынек |
| 4 мин | Штраф                         | 8 мин   |                              | Судьи: Антонин Ержабек Робин Шир Линейные судьи: Даниэль Гынек Шимон Сынек |
| |                               |         |                              |                                                                            |
| | 52                            | Броски  | 18                           |                                                                            |

| 25 мая 2021 20:15 | Финляндия | 5 : 2 (1:1, 2:0, 2:1) | Норвегия | Арена Рига, Рига |

| Отчёт | Отчёт                       | Отчёт                                                                            | Отчёт                     | Отчёт                                                                             |
| --- | --------------------------- | -------------------------------------------------------------------------------- | ------------------------- | --------------------------------------------------------------------------------- |
| |                             |                                                                                  |                           |                                                                                   |
| | Юхо Олкинуора — 00:00-60:00 | Вратари                                                                          | 00:00-60:00 — Юнас Арнцен | Судьи: Эндрю Брюггеман Мартин Франё Линейные судьи: Дастин Маккранк Брайан Оливер |
| | Голы:                       |                                                                                  |                           | Судьи: Эндрю Брюггеман Мартин Франё Линейные судьи: Дастин Маккранк Брайан Оливер |
| Атте Охтамаа — 14:24 (О. Каски, П. Контиола) Антон Лунделль — 21:40 (А. Руотсалайнен) Ким Ноусиайнен — 25:54 (Е. Саллинен) Ере Иннала (бол.) — 47:17 (П. Контиола, Т. Сунд) Ханнес Бьёрнинен — 53:25 (С. Мяэналанен, М. Койвисто) | 0:1 :1 2:1 3:1 3:2 4:2 5:2  | 01:30 — Матис Олимб (М. Хага) 41:13 — Тобиас Линдстрём (М. Треттенес, С. Ольден) |                           | Судьи: Эндрю Брюггеман Мартин Франё Линейные судьи: Дастин Маккранк Брайан Оливер |
| |                             |                                                                                  |                           | Судьи: Эндрю Брюггеман Мартин Франё Линейные судьи: Дастин Маккранк Брайан Оливер |
| |                             |                                                                                  |                           | Судьи: Эндрю Брюггеман Мартин Франё Линейные судьи: Дастин Маккранк Брайан Оливер |
| |                             |                                                                                  |                           | Судьи: Эндрю Брюггеман Мартин Франё Линейные судьи: Дастин Маккранк Брайан Оливер |
| 0 мин | Штраф                       | 2 мин                                                                            |                           | Судьи: Эндрю Брюггеман Мартин Франё Линейные судьи: Дастин Маккранк Брайан Оливер |
| |                             |                                                                                  |                           |                                                                                   |
| | 26                          | Броски                                                                           | 15                        |                                                                                   |

| 26 мая 2021 16:15 | Казахстан | 3 : 2 (0:0, 1:2, 2:0) | Германия | Арена Рига, Рига |

| Отчёт | Отчёт                        | Отчёт                                                                                               | Отчёт                            | Отчёт                                                                           |
| --- | ---------------------------- | --------------------------------------------------------------------------------------------------- | -------------------------------- | ------------------------------------------------------------------------------- |
| |                              | |                                  |                                                                                 |
| | Никита Бояркин — 00:00-60:00 | Вратари                                                                                             | 00:00-58:04 — Матиас Нидербергер | Судьи: Андрис Ансонс Ласси Хайккинен Линейные судьи: Ханну Сормунен Давис Зунде |
| | Голы:                        | |                                  | Судьи: Андрис Ансонс Ласси Хайккинен Линейные судьи: Ханну Сормунен Давис Зунде |
| Александр Шин – 26:39 (И. Степаненко, Е. Шалапов) Роман Старченко (бул.) – 40:31 Павел Аколзин – 55:42 (А. Маклюков) | 1:0 1:1 1:2 :2 3:2           | 29:38 – Том Кюнхкакль (Т. Ридер, К. Хольцер) 34:07 – Маркус Айзеншмид (бол.) (Ш. Лойбль, М. Зайдер) |                                  | Судьи: Андрис Ансонс Ласси Хайккинен Линейные судьи: Ханну Сормунен Давис Зунде |
| |                              | |                                  | Судьи: Андрис Ансонс Ласси Хайккинен Линейные судьи: Ханну Сормунен Давис Зунде |
| |                              | |                                  | Судьи: Андрис Ансонс Ласси Хайккинен Линейные судьи: Ханну Сормунен Давис Зунде |
| |                              | |                                  | Судьи: Андрис Ансонс Ласси Хайккинен Линейные судьи: Ханну Сормунен Давис Зунде |
| 8 мин | Штраф                        | 2 мин                                                                                               |                                  | Судьи: Андрис Ансонс Ласси Хайккинен Линейные судьи: Ханну Сормунен Давис Зунде |
| |                              | |                                  |                                                                                 |
| | 15                           | Броски                                                                                              | 30                               |                                                                                 |

| 26 мая 2021 20:15 | Канада | 4 : 2 (2:0, 1:2, 1:0) | Норвегия | Арена Рига, Рига |

| Отчёт | Отчёт                      | Отчёт                                                                                      | Отчёт                          | Отчёт                                                                         |
| --- | -------------------------- | ------------------------------------------------------------------------------------------ | ------------------------------ | ----------------------------------------------------------------------------- |
| |                            |                                                                                            |                                |                                                                               |
| | Дарси Кемпер — 00:00-60:00 | Вратари                                                                                    | 00:00-60:00 — Хенрик Хёукеланн | Судьи: Андре Шрадер Михаэль Черриг Линейные судьи: Йонас Мертен Элиас Зевальд |
| | Голы:                      |                                                                                            |                                | Судьи: Андре Шрадер Михаэль Черриг Линейные судьи: Йонас Мертен Элиас Зевальд |
| Коннор Браун – 00:22 (А. Хенрик, О. Пауэр) Адам Хенрик (бол.) – 10:23 (К. Браун, О. Пауэр) Эндрю Манджипани – 34:41 (К. Браун) Адам Хенрик (мен.) – 50:14 (Л. Фуди, Д. Кемпер) | 1:0 2:0 2:1 2:2 3:2 4:2    | 29:08 – Томас Валькве Ольсен (М. Хага) 30:28 – Матс Россели Ольсен (М. Крогдаль, К. Эстбю) |                                | Судьи: Андре Шрадер Михаэль Черриг Линейные судьи: Йонас Мертен Элиас Зевальд |
| |                            |                                                                                            |                                | Судьи: Андре Шрадер Михаэль Черриг Линейные судьи: Йонас Мертен Элиас Зевальд |
| |                            |                                                                                            |                                | Судьи: Андре Шрадер Михаэль Черриг Линейные судьи: Йонас Мертен Элиас Зевальд |
| |                            |                                                                                            |                                | Судьи: Андре Шрадер Михаэль Черриг Линейные судьи: Йонас Мертен Элиас Зевальд |
| 8 мин | Штраф                      | 10 мин                                                                                     |                                | Судьи: Андре Шрадер Михаэль Черриг Линейные судьи: Йонас Мертен Элиас Зевальд |
| |                            |                                                                                            |                                |                                                                               |
| | 42                         | Броски                                                                                     | 15                             |                                                                               |

| 27 мая 2021 16:15 | США | 4 : 2 (2:2, 2:0, 0:0) | Латвия | Арена Рига, Рига |

| Отчёт | Отчёт                         | Отчёт                                                                                           | Отчёт                          | Отчёт                                                                                  |
| --- | ----------------------------- | ----------------------------------------------------------------------------------------------- | ------------------------------ | -------------------------------------------------------------------------------------- |
| |                               |                                                                                                 |                                |                                                                                        |
| | Кэлвин Питерсен — 00:00-60:00 | Вратари                                                                                         | 00:00-57:44 — Матис Кивлениекс | Судьи: Ласси Хейккинен Кристиан Викман Линейные судьи: Лаури Никулайнен Ханну Сормунен |
| | Голы:                         |                                                                                                 |                                | Судьи: Ласси Хейккинен Кристиан Викман Линейные судьи: Лаури Никулайнен Ханну Сормунен |
| Мэтт Теннисон – 01:06 (Т. Мур, К. Гарленд) Брайан Бойл – 14:46 (К. Лабанк, Д. Абделькадер) Тревор Мур – 31:45 (К. Гарленд, Д. Робертсон) Мэттью Бенирс – 33:32 (А. Хмелевски, Б. Бойл) | 1:0 1:1 2:1 2:2 3:2 4:2       | 05:00 – Микс Индрашис (бол.) (Л. Дарзиньш) 16:45 – Ренарс Крастенбергс (О. Батня, Р. Фрейбергс) |                                | Судьи: Ласси Хейккинен Кристиан Викман Линейные судьи: Лаури Никулайнен Ханну Сормунен |
| |                               |                                                                                                 |                                | Судьи: Ласси Хейккинен Кристиан Викман Линейные судьи: Лаури Никулайнен Ханну Сормунен |
| |                               |                                                                                                 |                                | Судьи: Ласси Хейккинен Кристиан Викман Линейные судьи: Лаури Никулайнен Ханну Сормунен |
| |                               |                                                                                                 |                                | Судьи: Ласси Хейккинен Кристиан Викман Линейные судьи: Лаури Никулайнен Ханну Сормунен |
| 10 мин | Штраф                         | 6 мин                                                                                           |                                | Судьи: Ласси Хейккинен Кристиан Викман Линейные судьи: Лаури Никулайнен Ханну Сормунен |
| |                               |                                                                                                 |                                |                                                                                        |
| | 26                            | Броски                                                                                          | 19                             |                                                                                        |

| 27 мая 2021 20:15 | Финляндия | 3 : 0 (2:0, 1:0, 0:0) | Италия | Арена Рига, Рига |

| Отчёт | Отчёт                      | Отчёт   | Отчёт                       | Отчёт                                                                                  |
| --- | -------------------------- | ------- | --------------------------- | -------------------------------------------------------------------------------------- |
| |                            |         |                             |                                                                                        |
| | Харри Сятери — 00:00-60:00 | Вратари | 00:00-60:00 — Джастин Фацио | Судьи: Мадс Франдсен Микаэль Норд Линейные судьи: Андреас Вайсе Кройер Людвиг Лундгрен |
| | Голы:                      |         |                             | Судьи: Мадс Франдсен Микаэль Норд Линейные судьи: Андреас Вайсе Кройер Людвиг Лундгрен |
| Тони Сунд (бол.) – 06:50 (П. Контиола, Е. Иннала) Артту Руотсалайнен – 08:20 (Н. Оямяки) Тони Сунд – 28:33 (С. Мяэналанен, М. Койвисто) | 1:0 2:0 3:0                |         |                             | Судьи: Мадс Франдсен Микаэль Норд Линейные судьи: Андреас Вайсе Кройер Людвиг Лундгрен |
| |                            |         |                             | Судьи: Мадс Франдсен Микаэль Норд Линейные судьи: Андреас Вайсе Кройер Людвиг Лундгрен |
| |                            |         |                             | Судьи: Мадс Франдсен Микаэль Норд Линейные судьи: Андреас Вайсе Кройер Людвиг Лундгрен |
| |                            |         |                             | Судьи: Мадс Франдсен Микаэль Норд Линейные судьи: Андреас Вайсе Кройер Людвиг Лундгрен |
| 2 мин | Штраф                      | 6 мин   |                             | Судьи: Мадс Франдсен Микаэль Норд Линейные судьи: Андреас Вайсе Кройер Людвиг Лундгрен |
| |                            |         |                             |                                                                                        |
| | 36                         | Броски  | 11                          |                                                                                        |

| 28 мая 2021 16:15 | Казахстан | 2 : 4 (0:1, 1:1, 1:2) | Канада | Арена Рига, Рига |

| Отчёт                                                                  | Отчёт                                                 | Отчёт | Отчёт                      | Отчёт                                                                               |
| ---------------------------------------------------------------------- | ----------------------------------------------------- | --- | -------------------------- | ----------------------------------------------------------------------------------- |
|                                                                        |                                                       | |                            |                                                                                     |
|                                                                        | Андрей Шутов — 00:00-58:45 Андрей Шутов — 59:57-60:00 | Вратари | 00:00-60:00 — Дарси Кемпер | Судьи: Евгений Ромасько Максим Сидоренко Линейные судьи: Дмитрий Голяк Глеб Лазарев |
|                                                                        | Голы:                                                 | |                            | Судьи: Евгений Ромасько Максим Сидоренко Линейные судьи: Дмитрий Голяк Глеб Лазарев |
| Никита Михайлис – 24:30 Никита Михайлис – 41:31 (К. Волк, К. Савицкий) | 0:1 0:2 1:2 2:2 2:3 2:4                               | 06:03 – Эндрю Манджипани (бол.) (А. Хенрик, К. Браун) 21:01 – Адам Хенрик (О. Пауэр, Э. Манджипани) 47:40 – Коул Перфетти (Д. Андерсон-Долан) 59:57 – Коннор Браун (п.в.) (А. Хенрик) |                            | Судьи: Евгений Ромасько Максим Сидоренко Линейные судьи: Дмитрий Голяк Глеб Лазарев |
|                                                                        |                                                       | |                            | Судьи: Евгений Ромасько Максим Сидоренко Линейные судьи: Дмитрий Голяк Глеб Лазарев |
|                                                                        |                                                       | |                            | Судьи: Евгений Ромасько Максим Сидоренко Линейные судьи: Дмитрий Голяк Глеб Лазарев |
|                                                                        |                                                       | |                            | Судьи: Евгений Ромасько Максим Сидоренко Линейные судьи: Дмитрий Голяк Глеб Лазарев |
| 10 мин                                                                 | Штраф                                                 | 2 мин |                            | Судьи: Евгений Ромасько Максим Сидоренко Линейные судьи: Дмитрий Голяк Глеб Лазарев |
|                                                                        |                                                       | |                            |                                                                                     |
|                                                                        | 28                                                    | Броски | 36                         |                                                                                     |

| 28 мая 2021 20:15 | Латвия | 3 : 4 (Б) (2:1, 0:1, 1:1, 0:0, 0:1) | Норвегия | Арена Рига, Рига |

| Отчёт | Отчёт                              | Отчёт | Отчёт                          | Отчёт                                                                        |
| --- | ---------------------------------- | --- | ------------------------------ | ---------------------------------------------------------------------------- |
| |                                    | |                                |                                                                              |
| | Матис Кивлениекс — 00:00-65:00     | Вратари | 00:00-65:00 — Хенрик Хёукеланн | Судьи: Антонин Ержабек Петер Станё Линейные судьи: Даниэль Гынек Шимон Сынек |
| | Голы:                              | |                                | Судьи: Антонин Ержабек Петер Станё Линейные судьи: Даниэль Гынек Шимон Сынек |
| Ренарс Крастенбергс – 11:55 (К. Рубинс) Рональд Кениньш – 17:44 (Р. Аболс, К. Сотниекс) Кристиан Рубинс – 49:42 (У. Балинскис) Микс Индрашис Лаурис Дарзиньш Робертс Букартс Ренарс Крастенбергс Рихард Букартс Микс Индрашис | 0:1 :1 2:1 2:2 2:3 :3 3:4 Буллиты: | 03:50 – Сондре Ольден (К. Косастуль, М. Треттенес) 21:08 – Кен-Андре Олимб (мен.) (М. Р. Ольсен) 41:56 – Матиас Эмилио Петтерсен (М. Р. Ольсен, К.-А. Олимб) 65:00 – Микаэль Хага (поб. бул.) Тобиас Линдстрём Сондре Ольден Кен-Андре Олимб Матиас Эмилио Петтерсен Матиас Треттенес Микаэль Хага |                                | Судьи: Антонин Ержабек Петер Станё Линейные судьи: Даниэль Гынек Шимон Сынек |
| |                                    | |                                | Судьи: Антонин Ержабек Петер Станё Линейные судьи: Даниэль Гынек Шимон Сынек |
| |                                    | |                                | Судьи: Антонин Ержабек Петер Станё Линейные судьи: Даниэль Гынек Шимон Сынек |
| |                                    | |                                | Судьи: Антонин Ержабек Петер Станё Линейные судьи: Даниэль Гынек Шимон Сынек |
| 8 мин | Штраф                              | 10 мин |                                | Судьи: Антонин Ержабек Петер Станё Линейные судьи: Даниэль Гынек Шимон Сынек |
| |                                    | |                                |                                                                              |
| | 24                                 | Броски | 21                             |                                                                              |

| 29 мая 2021 12:15 | Италия | 3 : 11 (0:1, 1:2, 2:8) | Казахстан | Арена Рига, Рига |

| Отчёт                                                                                               | Отчёт                                                    | Отчёт | Отчёт                        | Отчёт                                                                             |
| --------------------------------------------------------------------------------------------------- | -------------------------------------------------------- | --- | ---------------------------- | --------------------------------------------------------------------------------- |
| |                                                          | |                              |                                                                                   |
| | Джастин Фацио — 00:00-49:46 Давиде Фадани — 49:46-60:00  | Вратари | 00:00-60:00 — Никита Бояркин | Судьи: Роман Гофман Максим Сидоренко Линейные судьи: Дмитрий Голяк Никита Шалагин |
| | Голы:                                                    | |                              | Судьи: Роман Гофман Максим Сидоренко Линейные судьи: Дмитрий Голяк Никита Шалагин |
| Анджело Мичели – 24:37 (А. Петан, Д. Франк) Петер Хокхофлер – 41:43 (М. Гандер) Алекс Петан – 50:59 | 0:1 :1 1:2 1:3 1:4 2:4 2:5 2:6 2:7 3:7 3:8 3:9 3:10 3:11 | 02:12 – Роман Старченко (бол.) (К. Валк, Н. Михайлис) 32:31 – Егор Петухов (А. Асетов, И. Степаненко) 34:59 – Евгений Рымарев (А. Шин, Д. Блэкер) 41:31 – Никита Михайлис (бол.) (Р. Старченко, К. Валк) 46:12 – Кёртис Валк (бол.) (Р. Старченко) 47:01 – Артём Лихотников 49:46 – Артём Лихотников (А. Маклюков) 54:38 – Кирилл Панюков (Д. Диц, Р. Старченко) 56:07 – Роман Старченко (бол.) (К. Валк) 57:44 – Виктор Сведберг (А. Шестаков, А. Сагадеев) 59:52 – Егор Шалапов (бол.) (А. Асетов, А. Лихотников) |                              | Судьи: Роман Гофман Максим Сидоренко Линейные судьи: Дмитрий Голяк Никита Шалагин |
| |                                                          | |                              | Судьи: Роман Гофман Максим Сидоренко Линейные судьи: Дмитрий Голяк Никита Шалагин |
| |                                                          | |                              | Судьи: Роман Гофман Максим Сидоренко Линейные судьи: Дмитрий Голяк Никита Шалагин |
| |                                                          | |                              | Судьи: Роман Гофман Максим Сидоренко Линейные судьи: Дмитрий Голяк Никита Шалагин |
| 28 мин                                                                                              | Штраф                                                    | 8 мин |                              | Судьи: Роман Гофман Максим Сидоренко Линейные судьи: Дмитрий Голяк Никита Шалагин |
| |                                                          | |                              |                                                                                   |
| | 24                                                       | Броски | 36                           |                                                                                   |

| 29 мая 2021 16:15 | Норвегия | 1 : 2 (0:1, 0:1, 1:0) | США | Арена Рига, Рига |

| Отчёт                                  | Отчёт                          | Отчёт                                                                                         | Отчёт                         | Отчёт                                                                              |
| -------------------------------------- | ------------------------------ | --------------------------------------------------------------------------------------------- | ----------------------------- | ---------------------------------------------------------------------------------- |
|                                        |                                |                                                                                               |                               |                                                                                    |
|                                        | Хенрик Хёукеланн — 00:00-58:24 | Вратари                                                                                       | 00:00-60:00 — Джейк Оттинджер | Судьи: Кристоф Стернат Михаэль Черриг Линейные судьи: Йонас Мертен Дэвид Обвегезер |
|                                        | Голы:                          |                                                                                               |                               | Судьи: Кристоф Стернат Михаэль Черриг Линейные судьи: Йонас Мертен Дэвид Обвегезер |
| Кен-Андре Олимб – 54:27 (М. Р. Ольсен) | 0:1 0:2 1:2                    | 10:30 – Конор Гарленд (бол.) (З. Джонс, Т. Томпсон) 27:12 – Тейдж Томпсон (Р. Донато, М. Рой) |                               | Судьи: Кристоф Стернат Михаэль Черриг Линейные судьи: Йонас Мертен Дэвид Обвегезер |
|                                        |                                |                                                                                               |                               | Судьи: Кристоф Стернат Михаэль Черриг Линейные судьи: Йонас Мертен Дэвид Обвегезер |
|                                        |                                |                                                                                               |                               | Судьи: Кристоф Стернат Михаэль Черриг Линейные судьи: Йонас Мертен Дэвид Обвегезер |
|                                        |                                |                                                                                               |                               | Судьи: Кристоф Стернат Михаэль Черриг Линейные судьи: Йонас Мертен Дэвид Обвегезер |
| 6 мин                                  | Штраф                          | 10 мин                                                                                        |                               | Судьи: Кристоф Стернат Михаэль Черриг Линейные судьи: Йонас Мертен Дэвид Обвегезер |
|                                        |                                |                                                                                               |                               |                                                                                    |
|                                        | 23                             | Броски                                                                                        | 27                            |                                                                                    |

| 29 мая 2021 20:15 | Германия | 1 : 2 (0:1, 1:0, 0:1) | Финляндия | Арена Рига, Рига |

| Отчёт                                            | Отчёт                            | Отчёт                                                                                       | Отчёт                       | Отчёт                                                                   |
| ------------------------------------------------ | -------------------------------- | ------------------------------------------------------------------------------------------- | --------------------------- | ----------------------------------------------------------------------- |
|                                                  |                                  |                                                                                             |                             |                                                                         |
|                                                  | Матиас Нидербергер — 00:00-58:08 | Вратари                                                                                     | 00:00-60:00 — Юхо Олкинуора | Судьи: Мартин Франё Робин Шир Линейные судьи: Иржи Ондрачек Шимон Сынек |
|                                                  | Голы:                            |                                                                                             |                             | Судьи: Мартин Франё Робин Шир Линейные судьи: Иржи Ондрачек Шимон Сынек |
| Корбиниан Хольцер – 27:58 (Ш. Лойбль, М. Плахта) | 0:1 :1 1:2                       | 06:17 – Антон Лунделль (бол.) (Т. Сунд, Е. Иннала) 51:26 – Артту Руотсалайнен (А. Лунделль) |                             | Судьи: Мартин Франё Робин Шир Линейные судьи: Иржи Ондрачек Шимон Сынек |
|                                                  |                                  |                                                                                             |                             | Судьи: Мартин Франё Робин Шир Линейные судьи: Иржи Ондрачек Шимон Сынек |
|                                                  |                                  |                                                                                             |                             | Судьи: Мартин Франё Робин Шир Линейные судьи: Иржи Ондрачек Шимон Сынек |
|                                                  |                                  |                                                                                             |                             | Судьи: Мартин Франё Робин Шир Линейные судьи: Иржи Ондрачек Шимон Сынек |
| 6 мин                                            | Штраф                            | 6 мин                                                                                       |                             | Судьи: Мартин Франё Робин Шир Линейные судьи: Иржи Ондрачек Шимон Сынек |
|                                                  |                                  |                                                                                             |                             |                                                                         |
|                                                  | 13                               | Броски                                                                                      | 26                          |                                                                         |

| 30 мая 2021 16:15 | Италия | 1 : 7 (0:4, 1:2, 0:1) | Канада | Арена Рига, Рига |

| Отчёт                                | Отчёт                                                   | Отчёт | Отчёт                   | Отчёт                                                                            |
| ------------------------------------ | ------------------------------------------------------- | --- | ----------------------- | -------------------------------------------------------------------------------- |
|                                      |                                                         | |                         |                                                                                  |
|                                      | Джастин Фацио — 00:00-11:56 Давиде Фадани — 11:56-60:00 | Вратари | 00:00-60:00 — Эдин Хилл | Судьи: Андрис Ансонс Кристиан Викман Линейные судьи: Даниэль Гынек Иржи Ондрачек |
|                                      | Голы:                                                   | |                         | Судьи: Андрис Ансонс Кристиан Викман Линейные судьи: Даниэль Гынек Иржи Ондрачек |
| Анджело Мичели – 30:31 (С. Питшилер) | 0:1 0:2 0:3 0:4 1:4 1:5 1:6 1:7                         | 02:33 – Коул Перфетти (К. Браун, Л. Фуди) 08:04 – Эндрю Манджипани (К. Браун, А. Хенрик) 11:33 – Трой Стечер (Д. Андерсон-Долан) 11:56 – Адам Хенрик (Э. Манджипани) 34:48 – Эндрю Манджипани (К. Браун, М. Ферраро) 37:28 – Макс Комтуа (бол.) (Э. Манджипани, К. Браун) 55:54 – Брэндон Пирри (К. Браун, А. Хенрик) |                         | Судьи: Андрис Ансонс Кристиан Викман Линейные судьи: Даниэль Гынек Иржи Ондрачек |
|                                      |                                                         | |                         | Судьи: Андрис Ансонс Кристиан Викман Линейные судьи: Даниэль Гынек Иржи Ондрачек |
|                                      |                                                         | |                         | Судьи: Андрис Ансонс Кристиан Викман Линейные судьи: Даниэль Гынек Иржи Ондрачек |
|                                      |                                                         | |                         | Судьи: Андрис Ансонс Кристиан Викман Линейные судьи: Даниэль Гынек Иржи Ондрачек |
| 6 мин                                | Штраф                                                   | 6 мин |                         | Судьи: Андрис Ансонс Кристиан Викман Линейные судьи: Даниэль Гынек Иржи Ондрачек |
|                                      |                                                         | |                         |                                                                                  |
|                                      | 14                                                      | Броски | 49                      |                                                                                  |

| 30 мая 2021 20:15 | Финляндия | 3 : 2 (ОТ) (1:1, 1:0, 0:1, 1:0) | Латвия | Арена Рига, Рига |

| Отчёт | Отчёт                      | Отчёт                                                                            | Отчёт                       | Отчёт                                                                             |
| --- | -------------------------- | -------------------------------------------------------------------------------- | --------------------------- | --------------------------------------------------------------------------------- |
| |                            |                                                                                  |                             |                                                                                   |
| | Харри Сятери — 00:00-64:56 | Вратари                                                                          | 00:00-64:56 — Янис Калныньш | Судьи: Эндрю Брюггеман Мартин Франё Линейные судьи: Дастин Маккранк Брайан Оливер |
| | Голы:                      |                                                                                  |                             | Судьи: Эндрю Брюггеман Мартин Франё Линейные судьи: Дастин Маккранк Брайан Оливер |
| Саку Мяэналанен – 03:06 (М. Анттила, П. Тиивола) Ииро Пакаринен – 35:39 (В. Покка, Е. Иннала) Антон Лунделль – 64:56 (О. Мяяття) | 1:0 1:1 2:1 2:2 3:2        | 18:39 – Мартиньш Дзиеркалс 53:45 – Мартиньш Дзиеркалс (Л. Дарзиньш, К. Сотниекс) |                             | Судьи: Эндрю Брюггеман Мартин Франё Линейные судьи: Дастин Маккранк Брайан Оливер |
| |                            |                                                                                  |                             | Судьи: Эндрю Брюггеман Мартин Франё Линейные судьи: Дастин Маккранк Брайан Оливер |
| |                            |                                                                                  |                             | Судьи: Эндрю Брюггеман Мартин Франё Линейные судьи: Дастин Маккранк Брайан Оливер |
| |                            |                                                                                  |                             | Судьи: Эндрю Брюггеман Мартин Франё Линейные судьи: Дастин Маккранк Брайан Оливер |
| 6 мин | Штраф                      | 4 мин                                                                            |                             | Судьи: Эндрю Брюггеман Мартин Франё Линейные судьи: Дастин Маккранк Брайан Оливер |
| |                            |                                                                                  |                             |                                                                                   |
| | 31                         | Броски                                                                           | 34                          |                                                                                   |

| 31 мая 2021 16:15 | США | 2 : 0 (0:0, 1:0, 1:0) | Германия | Арена Рига, Рига |

| Отчёт                                                                                                | Отчёт                         | Отчёт   | Отчёт                                                     | Отчёт                                                                                 |
| --- | ----------------------------- | ------- | --------------------------------------------------------- | ------------------------------------------------------------------------------------- |
| |                               |         |                                                           |                                                                                       |
| | Кэлвин Питерсен — 00:00-60:00 | Вратари | 00:00-58:13 — Феликс Брюкман 59:33-60:00 — Феликс Брюкман | Судьи: Тобиас Бьорк Мадс Франдсен Линейные судьи: Андреас Вайсе Кройер Эмиль Элетинен |
| | Голы:                         |         |                                                           | Судьи: Тобиас Бьорк Мадс Франдсен Линейные судьи: Андреас Вайсе Кройер Эмиль Элетинен |
| Джейсон Робертсон (бол.) – 38:56 (Р. Донато, К. Гарленд) Колин Блэкуэлл (п.в.) – 59:34 (Э. Робинсон) | 1:0 2:0                       |         |                                                           | Судьи: Тобиас Бьорк Мадс Франдсен Линейные судьи: Андреас Вайсе Кройер Эмиль Элетинен |
| |                               |         |                                                           | Судьи: Тобиас Бьорк Мадс Франдсен Линейные судьи: Андреас Вайсе Кройер Эмиль Элетинен |
| |                               |         |                                                           | Судьи: Тобиас Бьорк Мадс Франдсен Линейные судьи: Андреас Вайсе Кройер Эмиль Элетинен |
| |                               |         |                                                           | Судьи: Тобиас Бьорк Мадс Франдсен Линейные судьи: Андреас Вайсе Кройер Эмиль Элетинен |
| 8 мин                                                                                                | Штраф                         | 8 мин   |                                                           | Судьи: Тобиас Бьорк Мадс Франдсен Линейные судьи: Андреас Вайсе Кройер Эмиль Элетинен |
| |                               |         |                                                           |                                                                                       |
| | 15                            | Броски  | 33                                                        |                                                                                       |

| 31 мая 2021 20:15 | Норвегия | 3 : 1 (0:1, 1:0, 2:0) | Казахстан | Арена Рига, Рига |

| Отчёт | Отчёт                          | Отчёт                                  | Отчёт                        | Отчёт                                                                   |
| --- | ------------------------------ | -------------------------------------- | ---------------------------- | ----------------------------------------------------------------------- |
| |                                |                                        |                              |                                                                         |
| | Хенрик Хёукеланн — 00:00-60:00 | Вратари                                | 00:00-58:13 — Никита Бояркин | Судьи: Мартин Франё Робин Шир Линейные судьи: Даниэль Гынек Шимон Сынек |
| | Голы:                          |                                        |                              | Судьи: Мартин Франё Робин Шир Линейные судьи: Даниэль Гынек Шимон Сынек |
| Томас Валькве Ольсен (бол.) – 27:57 (М. Треттенес, Ю. Холёс) Стефан Эспеланн – 41:08 (М. Треттенес, М. Р. Ольсен) Матис Олимб – 59:00 (К.-А. Олимб) | 0:1 :1 2:1 3:1                 | 16:00 – Дмитрий Шевченко (В. Сведберг) |                              | Судьи: Мартин Франё Робин Шир Линейные судьи: Даниэль Гынек Шимон Сынек |
| |                                |                                        |                              | Судьи: Мартин Франё Робин Шир Линейные судьи: Даниэль Гынек Шимон Сынек |
| |                                |                                        |                              | Судьи: Мартин Франё Робин Шир Линейные судьи: Даниэль Гынек Шимон Сынек |
| |                                |                                        |                              | Судьи: Мартин Франё Робин Шир Линейные судьи: Даниэль Гынек Шимон Сынек |
| 16 мин | Штраф                          | 2 мин                                  |                              | Судьи: Мартин Франё Робин Шир Линейные судьи: Даниэль Гынек Шимон Сынек |
| |                                |                                        |                              |                                                                         |
| | 27                             | Броски                                 | 27                           |                                                                         |

| 1 июня 2021 12:15 | Канада | 2 : 3 (Б) (1:0, 1:1, 0:1, 0:0, 0:1) | Финляндия | Арена Рига, Рига |

| Отчёт | Отчёт                       | Отчёт | Отчёт                       | Отчёт                                                                           |
| --- | --------------------------- | --- | --------------------------- | ------------------------------------------------------------------------------- |
| |                             | |                             |                                                                                 |
| | Дарси Кемпер — 00:00-65:00  | Вратари | 00:00-65:00 — Юхо Олкинуора | Судьи: Тобиас Бьорк Микаэль Норд Линейные судьи: Людвиг Лундгрен Эмиль Элетинен |
| | Голы:                       | |                             | Судьи: Тобиас Бьорк Микаэль Норд Линейные судьи: Людвиг Лундгрен Эмиль Элетинен |
| Брэндон Пирри – 01:30 (Г. Виларди, М. Ферраро) Макс Комтуа (бол.) – 28:18 (К. Браун, Э. Манджипани) Брэндон Пирри Коул Перфетти Габриэль Виларди Адам Хенрик Коннор Браун | 1:0 1:1 2:1 2:2 2:3 Буллиты | 21:11 – Артту Руотсалайнен 56:00 – Артту Руотсалайнен (А. Лунделль, В. Покка) 65:00 – Артту Руотсалайнен (поб. бул.) Антон Лунделль Оливер Каски Саку Мяэналанен Артту Руотсалайнен Ииро Пакаринен |                             | Судьи: Тобиас Бьорк Микаэль Норд Линейные судьи: Людвиг Лундгрен Эмиль Элетинен |
| |                             | |                             | Судьи: Тобиас Бьорк Микаэль Норд Линейные судьи: Людвиг Лундгрен Эмиль Элетинен |
| |                             | |                             | Судьи: Тобиас Бьорк Микаэль Норд Линейные судьи: Людвиг Лундгрен Эмиль Элетинен |
| |                             | |                             | Судьи: Тобиас Бьорк Микаэль Норд Линейные судьи: Людвиг Лундгрен Эмиль Элетинен |
| 2 мин | Штраф                       | 4 мин |                             | Судьи: Тобиас Бьорк Микаэль Норд Линейные судьи: Людвиг Лундгрен Эмиль Элетинен |
| |                             | |                             |                                                                                 |
| | 34                          | Броски | 31                          |                                                                                 |

| 1 июня 2021 16:15 | Италия | 2 : 4 (0:3, 1:1, 1:0) | США | Арена Рига, Рига |

| Отчёт                                                       | Отчёт                       | Отчёт | Отчёт                         | Отчёт                                                                               |
| ----------------------------------------------------------- | --------------------------- | --- | ----------------------------- | ----------------------------------------------------------------------------------- |
|                                                             |                             | |                               |                                                                                     |
|                                                             | Давиде Фадани — 00:00-58:00 | Вратари | 00:00-60:00 — Джейк Оттинджер | Судьи: Евгений Ромасько Максим Сидоренко Линейные судьи: Дмитрий Голяк Глеб Лазарев |
|                                                             | Голы:                       | |                               | Судьи: Евгений Ромасько Максим Сидоренко Линейные судьи: Дмитрий Голяк Глеб Лазарев |
| Лука Фриго – 21:01 (А. Тривеллато) Стефано Джильяти – 46:33 | 0:1 0:2 0:3 1:3 1:4 2:4     | 06:54 – Кевин Лабанк (Р. Ши) 10:33 – Кевин Лабанк (М. Бенирс, А. Кленденинг) 19:45 – Конор Гарленд (Д. Робертсон, М. Тэннисон) 29:54 – Конор Гарленд |                               | Судьи: Евгений Ромасько Максим Сидоренко Линейные судьи: Дмитрий Голяк Глеб Лазарев |
|                                                             |                             | |                               | Судьи: Евгений Ромасько Максим Сидоренко Линейные судьи: Дмитрий Голяк Глеб Лазарев |
|                                                             |                             | |                               | Судьи: Евгений Ромасько Максим Сидоренко Линейные судьи: Дмитрий Голяк Глеб Лазарев |
|                                                             |                             | |                               | Судьи: Евгений Ромасько Максим Сидоренко Линейные судьи: Дмитрий Голяк Глеб Лазарев |
| 4 мин                                                       | Штраф                       | 6 мин |                               | Судьи: Евгений Ромасько Максим Сидоренко Линейные судьи: Дмитрий Голяк Глеб Лазарев |
|                                                             |                             | |                               |                                                                                     |
|                                                             | 11                          | Броски | 43                            |                                                                                     |

| 1 июня 2021 20:15 | Германия | 2 : 1 (2:0, 0:1, 0:0) | Латвия | Арена Рига, Рига |

| Отчёт                                                                              | Отчёт                            | Отчёт                                | Отчёт                       | Отчёт                                                                                  |
| ---------------------------------------------------------------------------------- | -------------------------------- | ------------------------------------ | --------------------------- | -------------------------------------------------------------------------------------- |
|                                                                                    |                                  |                                      |                             |                                                                                        |
|                                                                                    | Матиас Нидербергер — 00:00-60:00 | Вратари                              | 00:00-58:16 — Янис Калныньш | Судьи: Ласси Хейккинен Кристиан Викман Линейные судьи: Лаури Никулайнен Ханну Сормунен |
|                                                                                    | Голы:                            |                                      |                             | Судьи: Ласси Хейккинен Кристиан Викман Линейные судьи: Лаури Никулайнен Ханну Сормунен |
| Джон Петерка – 03:16 (М. Зайдер) Марцель Нёбельс – 06:40 (Л. Пфёдерль, Л. Райхель) | 1:0 2:0 2:1                      | 25:55 – Родриго Аболс (У. Балинскис) |                             | Судьи: Ласси Хейккинен Кристиан Викман Линейные судьи: Лаури Никулайнен Ханну Сормунен |
|                                                                                    |                                  |                                      |                             | Судьи: Ласси Хейккинен Кристиан Викман Линейные судьи: Лаури Никулайнен Ханну Сормунен |
|                                                                                    |                                  |                                      |                             | Судьи: Ласси Хейккинен Кристиан Викман Линейные судьи: Лаури Никулайнен Ханну Сормунен |
|                                                                                    |                                  |                                      |                             | Судьи: Ласси Хейккинен Кристиан Викман Линейные судьи: Лаури Никулайнен Ханну Сормунен |
| 6 мин                                                                              | Штраф                            | 4 мин                                |                             | Судьи: Ласси Хейккинен Кристиан Викман Линейные судьи: Лаури Никулайнен Ханну Сормунен |
|                                                                                    |                                  |                                      |                             |                                                                                        |
|                                                                                    | 21                               | Броски                               | 24                          |                                                                                        |

## Плей-офф
|  | Четвертьфиналы | Четвертьфиналы | Четвертьфиналы | Четвертьфиналы | Четвертьфиналы | Четвертьфиналы | Четвертьфиналы | Четвертьфиналы | Четвертьфиналы | Четвертьфиналы |          |           | Полуфиналы (перепосев) | Полуфиналы (перепосев) | Полуфиналы (перепосев) | Полуфиналы (перепосев) | Полуфиналы (перепосев) | Полуфиналы (перепосев) | Полуфиналы (перепосев) | Полуфиналы (перепосев) | Полуфиналы (перепосев) | Полуфиналы (перепосев) |                   |                   | Финал             | Финал     | Финал     | Финал     | Финал     | Финал     | Финал     | Финал    | Финал    | Финал |
|  |                |                |                |                |                |                |                |                |                |                |          |           |                        |                        |                        |                        |                        |                        |                        |                        |                        |                        |                   |                   |                   |           |           |           |           |           |           |          |          |       |
|  | В1             | США            | США            | США            | США            | США            | США            | США            | США            | 6              |          |           |                        |                        |                        |                        |                        |                        |                        |                        |                        |                        |                   |                   |                   |           |           |           |           |           |           |          |          |       |
|  | В1             | США            | США            | США            | США            | США            | США            | США            | США            | 6              |          |           |                        |                        |                        |                        |                        |                        |                        |                        |                        |                        |                   |                   |                   |           |           |           |           |           |           |          |          |       |
|  | А4             | Словакия       | Словакия       | Словакия       | Словакия       | Словакия       | Словакия       | Словакия       | Словакия       | 1              |          |           |                        |                        |                        |                        |                        |                        |                        |                        |                        |                        |                   |                   |                   |           |           |           |           |           |           |          |          |       |
|  | А4             | Словакия       | Словакия       | Словакия       | Словакия       | Словакия       | Словакия       | Словакия       | Словакия       | 1              | B1       | США       | США                    | США                    | США                    | США                    | США                    | США                    | США                    | 2                      |                        |                        |                   |                   |                   |           |           |           |           |           |           |          |          |       |
|  |                |                |                |                |                |                |                |                |                |                | B1       | США       | США                    | США                    | США                    | США                    | США                    | США                    | США                    | 2                      |                        |                        |                   |                   |                   |           |           |           |           |           |           |          |          |       |
|  |                |                | B4             | Канада         | Канада         | Канада         | Канада         | Канада         | Канада         | Канада         | Канада   | 4         |                        |                        |                        |                        |                        |                        |                        |                        |                        |                        |                   |                   |                   |           |           |           |           |           |           |          |          |       |
|  | А2             | Швейцария      | Швейцария      | Швейцария      | Швейцария      | Швейцария      | Швейцария      | Швейцария      | Швейцария      | Канада         | Канада   | 4         | 2                      |                        |                        |                        |                        |                        |                        |                        |                        |                        |                   |                   |                   |           |           |           |           |           |           |          |          |       |
|  | А2             | Швейцария      | Швейцария      | Швейцария      | Швейцария      | Швейцария      | Швейцария      | Швейцария      | Швейцария      |                |          |           | 2                      |                        |                        |                        |                        |                        |                        |                        |                        |                        |                   |                   |                   |           |           |           |           |           |           |          |          |       |
|  | В3             | Германия       | Германия       | Германия       | Германия       | Германия       | Германия       | Германия       | Германия       | 3              |          |           |                        |                        |                        |                        |                        |                        |                        |                        |                        |                        |                   |                   |                   |           |           |           |           |           |           |          |          |       |
|  | В3             | Германия       | Германия       | Германия       | Германия       | Германия       | Германия       | Германия       | Германия       | 3              |          |           |                        |                        |                        |                        |                        |                        |                        |                        |                        |                        | B2                | Финляндия         | Финляндия         | Финляндия | Финляндия | Финляндия | Финляндия | Финляндия | Финляндия | 2        |          |       |
|  |                |                |                |                |                |                |                |                |                |                |          |           |                        |                        |                        |                        |                        |                        |                        |                        |                        |                        | B2                | Финляндия         | Финляндия         | Финляндия | Финляндия | Финляндия | Финляндия | Финляндия | Финляндия | 2        |          |       |
|  |                |                | B4             | Канада         | Канада         | Канада         | Канада         | Канада         | Канада         | Канада         | Канада   | 3         |                        |                        |                        |                        |                        |                        |                        |                        |                        |                        |                   |                   |                   |           |           |           |           |           |           |          |          |       |
|  | А1             | ОКР            | ОКР            | ОКР            | ОКР            | ОКР            | ОКР            | ОКР            | ОКР            | Канада         | Канада   | 3         | 1                      |                        |                        |                        |                        |                        |                        |                        |                        |                        |                   |                   |                   |           |           |           |           |           |           |          |          |       |
|  | А1             | ОКР            | ОКР            | ОКР            | ОКР            | ОКР            | ОКР            | ОКР            | ОКР            |                |          |           | 1                      |                        |                        |                        |                        |                        |                        |                        |                        |                        |                   |                   |                   |           |           |           |           |           |           |          |          |       |
|  | В4             | Канада         | Канада         | Канада         | Канада         | Канада         | Канада         | Канада         | Канада         | 2              |          |           |                        |                        |                        |                        |                        |                        |                        |                        |                        |                        |                   |                   |                   |           |           |           |           |           |           |          |          |       |
|  | В4             | Канада         | Канада         | Канада         | Канада         | Канада         | Канада         | Канада         | Канада         | 2              | B2       | Финляндия | Финляндия              | Финляндия              | Финляндия              | Финляндия              | Финляндия              | Финляндия              | Финляндия              | 2                      |                        |                        |                   |                   |                   |           |           |           |           |           |           |          |          |       |
|  |                |                |                |                |                |                |                |                |                |                | B2       | Финляндия | Финляндия              | Финляндия              | Финляндия              | Финляндия              | Финляндия              | Финляндия              | Финляндия              | 2                      |                        |                        |                   |                   |                   |           |           |           |           |           |           |          |          |       |
|  |                |                | В3             | Германия       | Германия       | Германия       | Германия       | Германия       | Германия       | Германия       | Германия | 1         |                        |                        |                        |                        |                        |                        |                        |                        |                        |                        |                   |                   |                   |           |           |           |           |           |           |          |          |       |
|  | В2             | Финляндия      | Финляндия      | Финляндия      | Финляндия      | Финляндия      | Финляндия      | Финляндия      | Финляндия      | Германия       | Германия | 1         | 1                      |                        |                        | Матч за 3-е место      | Матч за 3-е место      | Матч за 3-е место      | Матч за 3-е место      | Матч за 3-е место      | Матч за 3-е место      | Матч за 3-е место      | Матч за 3-е место | Матч за 3-е место | Матч за 3-е место |           |           |           |           |           |           |          |          |       |
|  | В2             | Финляндия      | Финляндия      | Финляндия      | Финляндия      | Финляндия      | Финляндия      | Финляндия      | Финляндия      |                |          |           | 1                      |                        |                        | Матч за 3-е место      | Матч за 3-е место      | Матч за 3-е место      | Матч за 3-е место      | Матч за 3-е место      | Матч за 3-е место      | Матч за 3-е место      | Матч за 3-е место | Матч за 3-е место | Матч за 3-е место |           |           |           |           |           |           |          |          |       |
|  | А3             | Чехия          | Чехия          | Чехия          | Чехия          | Чехия          | Чехия          | Чехия          | Чехия          | 0              |          |           |                        |                        |                        |                        |                        |                        |                        |                        |                        |                        |                   |                   |                   |           |           |           |           |           |           |          |          |       |
|  | А3             | Чехия          | Чехия          | Чехия          | Чехия          | Чехия          | Чехия          | Чехия          | Чехия          | 0              |          |           |                        |                        |                        |                        |                        |                        |                        |                        |                        |                        |                   |                   |                   |           |           |           |           |           |           |          |          |       |
|  |                |                |                |                |                |                |                |                |                |                |          |           |                        |                        |                        |                        |                        |                        |                        |                        |                        |                        |                   |                   | B1                | США       | США       | США       | США       | США       | США       | США      | США      | 6     |
|  |                |                |                |                |                |                |                |                |                |                |          |           |                        |                        |                        |                        |                        |                        |                        |                        |                        |                        |                   |                   | B1                | США       | США       | США       | США       | США       | США       | США      | США      | 6     |
|  |                |                |                |                |                |                |                |                |                |                |          |           |                        |                        |                        |                        |                        |                        |                        |                        |                        |                        |                   |                   | B3                | Германия  | Германия  | Германия  | Германия  | Германия  | Германия  | Германия | Германия | 1     |
|  |                |                |                |                |                |                |                |                |                |                |          |           |                        |                        |                        |                        |                        |                        |                        |                        |                        |                        |                   |                   | B3                | Германия  | Германия  | Германия  | Германия  | Германия  | Германия  | Германия | Германия | 1     |

Начало матчей указано по восточноевропейскому летнему времени (UTC+3:00)

### Четвертьфинал
| 3 июня 2021 16:15 | Швейцария | 2 : 3 (Б) (1:0, 1:1, 0:1, 0:0, 0:1) | Германия | Олимпийский спортивный центр, Рига |

| Отчёт | Отчёт                          | Отчёт | Отчёт                                                             | Отчёт                                                                             |
| --- | ------------------------------ | --- | ----------------------------------------------------------------- | --------------------------------------------------------------------------------- |
| |                                | |                                                                   |                                                                                   |
| | Леонардо Дженони — 00:00-70:00 | Вратари | 00:00-58:35 — Матиас Нидербергер 59:16-70:00 — Матиас Нидербергер | Судьи: Андрис Ансонс Евгений Ромасько Линейные судьи: Глеб Лазарев Никита Шалагин |
| | Голы:                          | |                                                                   | Судьи: Андрис Ансонс Евгений Ромасько Линейные судьи: Глеб Лазарев Никита Шалагин |
| Рамон Унтерзандер — 15:17 (С. Алатало, Ф. Курашев) Фабрис Херцог — 33:26 (Т. Шерве, К. Берчи) Энцо Корви Свен Андригетто Тимо Майер Андрес Амбюль Грегори Хофман | 1:0 2:0 2:1 2:2 2:3 Буллиты    | 37:23 — Том Кюнхакль (Т. Ридер, М. Новак) 59:16 — Леон Гаванке (бол.) (Д. Кахун, М. Нёбельс) 70:00 — Марцель Нёбельс (поб. бул.) Маттиас Плахта Николас Креммер Доминик Кахун Лукас Райхель Марцель Нёбельс |                                                                   | Судьи: Андрис Ансонс Евгений Ромасько Линейные судьи: Глеб Лазарев Никита Шалагин |
| |                                | |                                                                   | Судьи: Андрис Ансонс Евгений Ромасько Линейные судьи: Глеб Лазарев Никита Шалагин |
| |                                | |                                                                   | Судьи: Андрис Ансонс Евгений Ромасько Линейные судьи: Глеб Лазарев Никита Шалагин |
| |                                | |                                                                   | Судьи: Андрис Ансонс Евгений Ромасько Линейные судьи: Глеб Лазарев Никита Шалагин |
| 0 мин | Штраф                          | 14 мин |                                                                   | Судьи: Андрис Ансонс Евгений Ромасько Линейные судьи: Глеб Лазарев Никита Шалагин |
| |                                | |                                                                   |                                                                                   |
| | 22                             | Броски | 40                                                                |                                                                                   |

| 3 июня 2021 16:15 | США | 6 : 1 (3:0, 1:1, 2:0) | Словакия | Арена Рига, Рига |

| Отчёт | Отчёт                         | Отчёт                               | Отчёт                    | Отчёт                                                                           |
| --- | ----------------------------- | ----------------------------------- | ------------------------ | ------------------------------------------------------------------------------- |
| |                               |                                     |                          |                                                                                 |
| | Кэлвин Питерсен — 00:00-60:00 | Вратари                             | 00:00-60:00 — Адам Гуска | Судьи: Андре Шрадер Михаэль Черриг Линейные судьи: Йонас Мертен Дэвид Обвегезер |
| | Голы:                         |                                     |                          | Судьи: Андре Шрадер Михаэль Черриг Линейные судьи: Йонас Мертен Дэвид Обвегезер |
| Брайан Бойл — 13:08 Колин Блэкуэлл — 15:25 (К. Лабанк, Э. Робинсон) Конор Гарленд — 19:30 (Т. Мур, З. Джонс) Колин Блэкуэлл — 36:50 (Э. Робинсон, К. Лабанк) Александр Хмелевски — 45:15 (К. Воланин) Конор Гарленд — 58:45 (К. Воланин, Т. Мур) | 1:0 2:0 3:0 3:1 4:1 5:1 6:1   | 32:12 — Петер Цегларик (Р. Лантоши) |                          | Судьи: Андре Шрадер Михаэль Черриг Линейные судьи: Йонас Мертен Дэвид Обвегезер |
| |                               |                                     |                          | Судьи: Андре Шрадер Михаэль Черриг Линейные судьи: Йонас Мертен Дэвид Обвегезер |
| |                               |                                     |                          | Судьи: Андре Шрадер Михаэль Черриг Линейные судьи: Йонас Мертен Дэвид Обвегезер |
| |                               |                                     |                          | Судьи: Андре Шрадер Михаэль Черриг Линейные судьи: Йонас Мертен Дэвид Обвегезер |
| 6 мин | Штраф                         | 6 мин                               |                          | Судьи: Андре Шрадер Михаэль Черриг Линейные судьи: Йонас Мертен Дэвид Обвегезер |
| |                               |                                     |                          |                                                                                 |
| | 33                            | Броски                              | 28                       |                                                                                 |

| 3 июня 2021 20:15 | ОКР | 1 : 2 (ОТ) (0:0, 1:0, 0:1, 0:1) | Канада | Олимпийский спортивный центр, Рига |

| Отчёт                                         | Отчёт                           | Отчёт                                                                                 | Отчёт                      | Отчёт                                                                        |
| --------------------------------------------- | ------------------------------- | ------------------------------------------------------------------------------------- | -------------------------- | ---------------------------------------------------------------------------- |
|                                               |                                 |                                                                                       |                            |                                                                              |
|                                               | Сергей Бобровский — 00:00-62:12 | Вратари                                                                               | 00:00-62:12 — Дарси Кемпер | Судьи: Тобиас Бьорк Микаэль Норд Линейные судьи: Даниэль Гынек Иржи Ондрачек |
|                                               | Голы:                           |                                                                                       |                            | Судьи: Тобиас Бьорк Микаэль Норд Линейные судьи: Даниэль Гынек Иржи Ондрачек |
| Евгений Тимкин — 34:32 (Д. Орлов, В. Каменев) | 1:0 1:1 1:2                     | 45:03 — Адам Хенрик (бол.) (К. Браун, М. Комтуа) 62:12 — Эндрю Манджипани (Т. Стечер) |                            | Судьи: Тобиас Бьорк Микаэль Норд Линейные судьи: Даниэль Гынек Иржи Ондрачек |
|                                               |                                 |                                                                                       |                            | Судьи: Тобиас Бьорк Микаэль Норд Линейные судьи: Даниэль Гынек Иржи Ондрачек |
|                                               |                                 |                                                                                       |                            | Судьи: Тобиас Бьорк Микаэль Норд Линейные судьи: Даниэль Гынек Иржи Ондрачек |
|                                               |                                 |                                                                                       |                            | Судьи: Тобиас Бьорк Микаэль Норд Линейные судьи: Даниэль Гынек Иржи Ондрачек |
| 6 мин                                         | Штраф                           | 2 мин                                                                                 |                            | Судьи: Тобиас Бьорк Микаэль Норд Линейные судьи: Даниэль Гынек Иржи Ондрачек |
|                                               |                                 |                                                                                       |                            |                                                                              |
|                                               | 25                              | Броски                                                                                | 24                         |                                                                              |

| 3 июня 2021 20:15 | Финляндия | 1 : 0 (0:0, 1:0, 0:0) | Чехия | Арена Рига, Рига |

| Отчёт                                          | Отчёт                       | Отчёт   | Отчёт                      | Отчёт                                                                            |
| ---------------------------------------------- | --------------------------- | ------- | -------------------------- | -------------------------------------------------------------------------------- |
|                                                |                             |         |                            |                                                                                  |
|                                                | Юхо Олкинуора — 00:00-60:00 | Вратари | 00:00-57:44 — Шимон Грубец | Судьи: Эндрю Брюггеман Оливье Гуэн Линейные судьи: Дастин Маккранк Брайан Оливер |
|                                                | Голы:                       |         |                            | Судьи: Эндрю Брюггеман Оливье Гуэн Линейные судьи: Дастин Маккранк Брайан Оливер |
| Ере Иннала — 32:55 (И. Пакаринен, П. Контиола) | 1:0                         |         |                            | Судьи: Эндрю Брюггеман Оливье Гуэн Линейные судьи: Дастин Маккранк Брайан Оливер |
|                                                |                             |         |                            | Судьи: Эндрю Брюггеман Оливье Гуэн Линейные судьи: Дастин Маккранк Брайан Оливер |
|                                                |                             |         |                            | Судьи: Эндрю Брюггеман Оливье Гуэн Линейные судьи: Дастин Маккранк Брайан Оливер |
|                                                |                             |         |                            | Судьи: Эндрю Брюггеман Оливье Гуэн Линейные судьи: Дастин Маккранк Брайан Оливер |
| 12 мин                                         | Штраф                       | 2 мин   |                            | Судьи: Эндрю Брюггеман Оливье Гуэн Линейные судьи: Дастин Маккранк Брайан Оливер |
|                                                |                             |         |                            |                                                                                  |
|                                                | 24                          | Броски  | 28                         |                                                                                  |

### Полуфинал
| 5 июня 2021 14:15 | США | 2 : 4 (1:1, 0:1, 1:2) | Канада | Арена Рига, Рига |

| Отчёт                                                                                         | Отчёт                                                       | Отчёт | Отчёт                      | Отчёт                                                                            |
| --------------------------------------------------------------------------------------------- | ----------------------------------------------------------- | --- | -------------------------- | -------------------------------------------------------------------------------- |
|                                                                                               |                                                             | |                            |                                                                                  |
|                                                                                               | Кэлвин Питерсен — 00:00-58:36 Кэлвин Питерсен — 59:36-60:00 | Вратари | 00:00-60:00 — Дарси Кемпер | Судьи: Эндрю Брюггеман Оливье Гуэн Линейные судьи: Дастин Маккранк Брайан Оливер |
|                                                                                               | Голы:                                                       | |                            | Судьи: Эндрю Брюггеман Оливье Гуэн Линейные судьи: Дастин Маккранк Брайан Оливер |
| Колин Блэкуэлл — 17:17 (К. Воланин, К. Лабанк) Александр Хмелевски — 43:36 (К. Руни, К. Мэки) | 0:1 :1 1:2 1:3 2:3 2:4                                      | 02:02 — Брэндон Пирри (Ш. Уокер, Н. Пол) 24:15 — Эндрю Манджипани (К. Браун) 40:46 — Эндрю Манджипани (К. Браун, Д. Кемпер) 59:36 — Джастин Дэнфорт (Н. Пол) |                            | Судьи: Эндрю Брюггеман Оливье Гуэн Линейные судьи: Дастин Маккранк Брайан Оливер |
|                                                                                               |                                                             | |                            | Судьи: Эндрю Брюггеман Оливье Гуэн Линейные судьи: Дастин Маккранк Брайан Оливер |
|                                                                                               |                                                             | |                            | Судьи: Эндрю Брюггеман Оливье Гуэн Линейные судьи: Дастин Маккранк Брайан Оливер |
|                                                                                               |                                                             | |                            | Судьи: Эндрю Брюггеман Оливье Гуэн Линейные судьи: Дастин Маккранк Брайан Оливер |
| 2 мин                                                                                         | Штраф                                                       | 0 мин |                            | Судьи: Эндрю Брюггеман Оливье Гуэн Линейные судьи: Дастин Маккранк Брайан Оливер |
|                                                                                               |                                                             | |                            |                                                                                  |
|                                                                                               | 38                                                          | Броски | 33                         |                                                                                  |

| 5 июня 2021 18:15 | Финляндия | 2 : 1 (2:0, 0:1, 0:0) | Германия | Арена Рига, Рига |

| Отчёт                                                                                | Отчёт                       | Отчёт                                               | Отчёт                            | Отчёт                                                                        |
| ------------------------------------------------------------------------------------ | --------------------------- | --------------------------------------------------- | -------------------------------- | ---------------------------------------------------------------------------- |
|                                                                                      |                             |                                                     |                                  |                                                                              |
|                                                                                      | Юхо Олкинуора — 00:00-60:00 | Вратари                                             | 00:00-58:12 — Матиас Нидербергер | Судьи: Тобиас Бьорк Микаэль Норд Линейные судьи: Даниэль Гынек Иржи Ондрачек |
|                                                                                      | Голы:                       |                                                     |                                  | Судьи: Тобиас Бьорк Микаэль Норд Линейные судьи: Даниэль Гынек Иржи Ондрачек |
| Ииро Пакаринен — 13:50 (А. Лунделль, О. Каски) Ханнес Бьёрнинен — 18:55 (М. Анттила) | 1:0 2:0 2:1                 | 31:03 — Маттиас Плахта (бол.) (М. Зайдер, Д. Кахун) |                                  | Судьи: Тобиас Бьорк Микаэль Норд Линейные судьи: Даниэль Гынек Иржи Ондрачек |
|                                                                                      |                             |                                                     |                                  | Судьи: Тобиас Бьорк Микаэль Норд Линейные судьи: Даниэль Гынек Иржи Ондрачек |
|                                                                                      |                             |                                                     |                                  | Судьи: Тобиас Бьорк Микаэль Норд Линейные судьи: Даниэль Гынек Иржи Ондрачек |
|                                                                                      |                             |                                                     |                                  | Судьи: Тобиас Бьорк Микаэль Норд Линейные судьи: Даниэль Гынек Иржи Ондрачек |
| 8 мин                                                                                | Штраф                       | 6 мин                                               |                                  | Судьи: Тобиас Бьорк Микаэль Норд Линейные судьи: Даниэль Гынек Иржи Ондрачек |
|                                                                                      |                             |                                                     |                                  |                                                                              |
|                                                                                      | 17                          | Броски                                              | 28                               |                                                                              |

### Матч за 3-е место
| 6 июня 2021 15:15 | США | 6 : 1 (1:0, 4:0, 1:1) | Германия | Арена Рига, Рига |

| Отчёт | Отчёт                         | Отчёт                                         | Отчёт                        | Отчёт                                                                                  |
| --- | ----------------------------- | --------------------------------------------- | ---------------------------- | -------------------------------------------------------------------------------------- |
| |                               |                                               |                              |                                                                                        |
| | Кэлвин Питерсен — 00:00-60:00 | Вратари                                       | 00:00-60:00 — Феликс Брюкман | Судьи: Ласси Хейккинен Кристиан Викман Линейные судьи: Лаури Никулайнен Ханну Сормунен |
| | Голы:                         |                                               |                              | Судьи: Ласси Хейккинен Кристиан Викман Линейные судьи: Лаури Никулайнен Ханну Сормунен |
| Кристиан Воланин — 05:02 Конор Гарленд — 26:27 (Д. Робертсон, К. Воланин) Джек Друри — 28:05 (А. Хмелевски) Джейсон Робертсон (бол.) — 31:35 (К. Гарленд, Т. Томпсон) Тревор Мур (бол.) — 32:15 (Т. Томпсон, К. Гарленд) Райан Донато — 49:53 (А. Кленденинг, Т. Томпсон) | 1:0 2:0 3:0 4:0 5:0 5:1 6:1   | 49:28 — Доминие Биттнер (М. Плахта, Д. Кахун) |                              | Судьи: Ласси Хейккинен Кристиан Викман Линейные судьи: Лаури Никулайнен Ханну Сормунен |
| |                               |                                               |                              | Судьи: Ласси Хейккинен Кристиан Викман Линейные судьи: Лаури Никулайнен Ханну Сормунен |
| |                               |                                               |                              | Судьи: Ласси Хейккинен Кристиан Викман Линейные судьи: Лаури Никулайнен Ханну Сормунен |
| |                               |                                               |                              | Судьи: Ласси Хейккинен Кристиан Викман Линейные судьи: Лаури Никулайнен Ханну Сормунен |
| 41 мин | Штраф                         | 14 мин                                        |                              | Судьи: Ласси Хейккинен Кристиан Викман Линейные судьи: Лаури Никулайнен Ханну Сормунен |
| |                               |                                               |                              |                                                                                        |
| | 30                            | Броски                                        | 34                           |                                                                                        |

### Финал
| 6 июня 2021 20:15 | Финляндия | 2 : 3 (ОТ) (1:0, 0:1, 1:1, 0:1) | Канада | Арена Рига, Рига |

| Отчёт                                                                                    | Отчёт                       | Отчёт | Отчёт                      | Отчёт                                                                            |
| ---------------------------------------------------------------------------------------- | --------------------------- | --- | -------------------------- | -------------------------------------------------------------------------------- |
|                                                                                          |                             | |                            |                                                                                  |
|                                                                                          | Юхо Олкинуора — 00:00-66:26 | Вратари | 00:00-66:26 — Дарси Кемпер | Судьи: Мартин Франё Евгений Ромасько Линейные судьи: Глеб Лазарев Никита Шалагин |
|                                                                                          | Голы:                       | |                            | Судьи: Мартин Франё Евгений Ромасько Линейные судьи: Глеб Лазарев Никита Шалагин |
| Микаэль Руохомаа — 08:57 (О. Каски) Петтери Линдбом — 45:27 (К. Ноусиайнен, М. Руохомаа) | 1:0 1:1 2:1 2:2 2:3         | 24:30 — Макс Комтуа (бол.) (К. Браун, Ш. Уокер) 52:37 — Адам Хенрик (бол.) (М. Комтуа, К. Браун) 66:26 — Ник Пол (К. Браун) |                            | Судьи: Мартин Франё Евгений Ромасько Линейные судьи: Глеб Лазарев Никита Шалагин |
|                                                                                          |                             | |                            | Судьи: Мартин Франё Евгений Ромасько Линейные судьи: Глеб Лазарев Никита Шалагин |
|                                                                                          |                             | |                            | Судьи: Мартин Франё Евгений Ромасько Линейные судьи: Глеб Лазарев Никита Шалагин |
|                                                                                          |                             | |                            | Судьи: Мартин Франё Евгений Ромасько Линейные судьи: Глеб Лазарев Никита Шалагин |
| 6 мин                                                                                    | Штраф                       | 30 мин |                            | Судьи: Мартин Франё Евгений Ромасько Линейные судьи: Глеб Лазарев Никита Шалагин |
|                                                                                          |                             | |                            |                                                                                  |
|                                                                                          | 31                          | Броски | 26                         |                                                                                  |

## Итоговое положение команд
|  | Команда — чемпион мира      |
|  | Команда — серебряный призёр |
|  | Команда — бронзовый призёр  |

| М   | Г | Сборная        | И  | В | ВО | ПО | П | ШЗ | ШП | РШ  | О  |
| --- | - | -------------- | -- | - | -- | -- | - | -- | -- | --- | -- |
| 1   | B | Канада         | 10 | 4 | 2  | 1  | 3 | 28 | 23 | +5  | 17 |
| 2   | B | Финляндия      | 10 | 6 | 2  | 2  | 0 | 24 | 14 | +10 | 24 |
| 3   | B | США            | 10 | 8 | 0  | 0  | 2 | 35 | 14 | +21 | 24 |
| 4.  | B | Германия       | 10 | 4 | 1  | 0  | 5 | 27 | 24 | +3  | 14 |
|     |   |                |    |   |    |    |   |    |    |     |    |
| 5.  | А | ОКР            | 8  | 5 | 1  | 1  | 1 | 29 | 12 | +17 | 18 |
| 6.  | А | Швейцария      | 8  | 5 | 0  | 1  | 2 | 29 | 20 | +9  | 16 |
| 7.  | А | Чехия          | 8  | 3 | 2  | 0  | 3 | 27 | 19 | +8  | 13 |
| 8.  | А | Словакия       | 8  | 4 | 0  | 0  | 3 | 18 | 28 | -10 | 12 |
|     |   |                |    |   |    |    |   |    |    |     |    |
| 9.  | A | Швеция         | 7  | 3 | 0  | 1  | 3 | 21 | 14 | +7  | 10 |
| 10. | B | Казахстан      | 7  | 2 | 2  | 0  | 3 | 22 | 18 | +4  | 10 |
| 11. | В | Латвия         | 7  | 2 | 0  | 3  | 2 | 15 | 16 | -1  | 9  |
| 12. | А | Дания          | 7  | 2 | 1  | 1  | 3 | 13 | 15 | -2  | 9  |
| 13. | В | Норвегия       | 7  | 2 | 1  | 0  | 4 | 17 | 21 | -4  | 8  |
| 14. | А | Великобритания | 7  | 1 | 0  | 1  | 5 | 13 | 31 | -18 | 4  |
| 15. | A | Беларусь       | 7  | 1 | 0  | 1  | 5 | 10 | 29 | -19 | 4  |
| 16. | B | Италия         | 7  | 0 | 0  | 0  | 7 | 11 | 41 | -30 | 0  |

## Чемпион
| Чемпион мира по хоккею с шайбой 2021 |
| Канада Двадцать седьмой титул        |

Источник: IIHF.com

## Статистика чемпионата

### Лучшие бомбардиры
| Игрок             | И  | Г | П  | О  | +/− | Штр |
| ----------------- | -- | - | -- | -- | --- | --- |
| Коннор Браун      | 10 | 2 | 14 | 16 | +8  | 2   |
| Конор Гарленд     | 10 | 6 | 7  | 13 | +6  | 6   |
| Эндрю Манджипани  | 7  | 7 | 4  | 11 | +6  | 0   |
| Адам Хенрик       | 10 | 6 | 5  | 11 | +6  | 0   |
| Петер Цегларик    | 8  | 5 | 6  | 11 | +5  | 6   |
| Лиам Кирк         | 7  | 7 | 2  | 9  | -6  | 4   |
| Тревор Мур        | 10 | 5 | 4  | 9  | +7  | 4   |
| Джейсон Робертсон | 10 | 4 | 5  | 9  | +8  | 10  |
| Грегори Хофман    | 8  | 6 | 2  | 8  | 0   | 0   |
| Никлас Йенсен     | 7  | 5 | 3  | 8  | -2  | 2   |

Примечание: И = Количество проведённых игр; Г = Голы; П = Голевые передачи; О = Очки; +/− = Плюс-минус; Штр = Штрафное время

### Лучшие вратари
В список включены пять лучших вратарей, сыгравшие не менее 40 % от всего игрового времени своей сборной.
| М | Игрок             | В      | Бр  | ПШ | КН   | %ОБ   | «0» |
| - | ----------------- | ------ | --- | -- | ---- | ----- | --- |
| 1 | Кэлвин Питерсен   | 417:14 | 193 | 9  | 1.29 | 95.34 | 2   |
| 2 | Адам Рейдеборн    | 299:44 | 129 | 7  | 1.40 | 94.57 | 1   |
| 3 | Александр Самонов | 364:39 | 142 | 8  | 1.32 | 94.37 | 2   |
| 4 | Юхо Олкинуора     | 431:26 | 174 | 10 | 1.39 | 94.25 | 1   |
| 5 | Никита Бояркин    | 370:00 | 198 | 14 | 2.27 | 92.93 | 0   |

Примечание: М — Место в рейтинге; В = Количество сыгранных минут; Бр = Броски; ПШ = Пропущено шайб; КН = Коэффициент надёжности; %ОБ = Процент отражённых бросков; И"0" = «Сухие игры»

### Индивидуальные награды
Самый ценный игрок (MVP):
- Эндрю Манджипани

Лучшие игроки:
- Вратарь:  Кэлвин Питерсен
- Защитник:  Мориц Зайдер
- Нападающий:  Петер Цегларик

Сборная всех звёзд:
- Вратарь:  Юхо Олкинуора
- Защитники:  Мориц Зайдер —  Корбиниан Хольцер
- Нападающие:  Эндрю Манджипани —  Конор Гарленд —  Лиам Кирк